# 爐石塘
22°11′44.38″N 113°32′19.56″E / 22.1956611°N 113.5387667°E
| 所在堂區 | 大堂區、風順堂區 |
| 區內街道 | - 庇山耶街 - 陳家里 - 吉慶一圍 - 吉慶二圍 - 木橋街 - 馮家圍 - 手肘里 - 寶塔巷 - 老人圍 - 丁香圍 - 新埗頭街 - 纜廠巷 - 打纜圍 - 亞美打利庇盧里 - 貢士旦甸奴街 |
| 橫越街道 | - 小新巷 - 商人巷 - 吉慶巷 - 鍾家里 - 趙家巷 - 教師里 - 十月初五日街 - 通商新街 - 海邊新街 - 巴素打爾古街 - 亞美打利庇盧大馬路 - 爐石塘巷                    |
| 外圍街道 | - 草堆街 - 康公廟前地 - 美基街 - 火船頭街 - 蓬萊新巷 - 清平街 - 柴船尾街 - 平線巷 - 平線里                                                                   |

| 北 ↑                                                                              |
| ■ 花地瑪堂區 ■ 聖安多尼堂區 ■ 望德堂區 ■ 風順堂區 ■ 大堂區 ■ 氹仔 ■ 路氹城 ■ 路環 |

| 行車道 行人道 隧道# 水體         | 綠化區 海洋 — 海岸線 |
| 建築物/地點 建築物/地點 (附名字) |                      |
| 本街區範圍#†                     |                      |

| #：以半透明顯示 †：界線模糊地帶以漸層顯示 |

| 行車道 行人道 隧道# 水體         | 綠化區 海洋 — 海岸線 |
| 建築物/地點 建築物/地點 (附名字) |                      |
| 本街區範圍#†                     |                      |

| #：以半透明顯示 †：界線模糊地帶以漸層顯示 |

| 北 ↑                                                                              |
| ■ 花地瑪堂區 ■ 聖安多尼堂區 ■ 望德堂區 ■ 風順堂區 ■ 大堂區 ■ 氹仔 ■ 路氹城 ■ 路環 |

| 行車道 行人道 隧道# 水體         | 綠化區 海洋 — 海岸線 |
| 建築物/地點 建築物/地點 (附名字) |                      |
| 本街區範圍#†                     |                      |

| #：以半透明顯示 †：界線模糊地帶以漸層顯示 |

| 行車道 行人道 隧道# 水體         | 綠化區 海洋 — 海岸線 |
| 建築物/地點 建築物/地點 (附名字) |                      |
| 本街區範圍#†                     |                      |

| #：以半透明顯示 †：界線模糊地帶以漸層顯示 |

| 北 ↑                                                                              |
| ■ 花地瑪堂區 ■ 聖安多尼堂區 ■ 望德堂區 ■ 風順堂區 ■ 大堂區 ■ 氹仔 ■ 路氹城 ■ 路環 |

| 行車道 行人道 隧道# 水體         | 綠化區 海洋 — 海岸線 |
| 建築物/地點 建築物/地點 (附名字) |                      |
| 本街區範圍#†                     |                      |

| #：以半透明顯示 †：界線模糊地帶以漸層顯示 |

| 行車道 行人道 隧道# 水體         | 綠化區 海洋 — 海岸線 |
| 建築物/地點 建築物/地點 (附名字) |                      |
| 本街區範圍#†                     |                      |

| #：以半透明顯示 †：界線模糊地帶以漸層顯示 |

| 北 ↑                                                                              |
| ■ 花地瑪堂區 ■ 聖安多尼堂區 ■ 望德堂區 ■ 風順堂區 ■ 大堂區 ■ 氹仔 ■ 路氹城 ■ 路環 |

| 行車道 行人道 隧道# 水體         | 綠化區 海洋 — 海岸線 |
| 建築物/地點 建築物/地點 (附名字) |                      |
| 本街區範圍#†                     |                      |

| #：以半透明顯示 †：界線模糊地帶以漸層顯示 |

| 行車道 行人道 隧道# 水體         | 綠化區 海洋 — 海岸線 |
| 建築物/地點 建築物/地點 (附名字) |                      |
| 本街區範圍#†                     |                      |

| #：以半透明顯示 †：界線模糊地帶以漸層顯示 |

| 北 ↑                                                                              |
| ■ 花地瑪堂區 ■ 聖安多尼堂區 ■ 望德堂區 ■ 風順堂區 ■ 大堂區 ■ 氹仔 ■ 路氹城 ■ 路環 |

| 行車道 行人道 隧道# 水體         | 綠化區 海洋 — 海岸線 |
| 建築物/地點 建築物/地點 (附名字) |                      |
| 本街區範圍#†                     |                      |

| #：以半透明顯示 †：界線模糊地帶以漸層顯示 |

| 行車道 行人道 隧道# 水體         | 綠化區 海洋 — 海岸線 |
| 建築物/地點 建築物/地點 (附名字) |                      |
| 本街區範圍#†                     |                      |

| #：以半透明顯示 †：界線模糊地帶以漸層顯示 |

| 北 ↑                                                                              |
| ■ 花地瑪堂區 ■ 聖安多尼堂區 ■ 望德堂區 ■ 風順堂區 ■ 大堂區 ■ 氹仔 ■ 路氹城 ■ 路環 |

| 行車道 行人道 隧道# 水體         | 綠化區 海洋 — 海岸線 |
| 建築物/地點 建築物/地點 (附名字) |                      |
| 本街區範圍#†                     |                      |

| #：以半透明顯示 †：界線模糊地帶以漸層顯示 |

| 行車道 行人道 隧道# 水體         | 綠化區 海洋 — 海岸線 |
| 建築物/地點 建築物/地點 (附名字) |                      |
| 本街區範圍#†                     |                      |

| #：以半透明顯示 †：界線模糊地帶以漸層顯示 |

| 北 ↑                                                                              |
| ■ 花地瑪堂區 ■ 聖安多尼堂區 ■ 望德堂區 ■ 風順堂區 ■ 大堂區 ■ 氹仔 ■ 路氹城 ■ 路環 |

| 行車道 行人道 隧道# 水體         | 綠化區 海洋 — 海岸線 |
| 建築物/地點 建築物/地點 (附名字) |                      |
| 本街區範圍#†                     |                      |

| #：以半透明顯示 †：界線模糊地帶以漸層顯示 |

| 行車道 行人道 隧道# 水體         | 綠化區 海洋 — 海岸線 |
| 建築物/地點 建築物/地點 (附名字) |                      |
| 本街區範圍#†                     |                      |

| #：以半透明顯示 †：界線模糊地帶以漸層顯示 |

| 北 ↑                                                                              |
| ■ 花地瑪堂區 ■ 聖安多尼堂區 ■ 望德堂區 ■ 風順堂區 ■ 大堂區 ■ 氹仔 ■ 路氹城 ■ 路環 |

| 行車道 行人道 隧道# 水體         | 綠化區 海洋 — 海岸線 |
| 建築物/地點 建築物/地點 (附名字) |                      |
| 本街區範圍#†                     |                      |

| #：以半透明顯示 †：界線模糊地帶以漸層顯示 |

| 行車道 行人道 隧道# 水體         | 綠化區 海洋 — 海岸線 |
| 建築物/地點 建築物/地點 (附名字) |                      |
| 本街區範圍#†                     |                      |

| #：以半透明顯示 †：界線模糊地帶以漸層顯示 |

| 北 ↑                                                                              |
| ■ 花地瑪堂區 ■ 聖安多尼堂區 ■ 望德堂區 ■ 風順堂區 ■ 大堂區 ■ 氹仔 ■ 路氹城 ■ 路環 |

| 行車道 行人道 隧道# 水體         | 綠化區 海洋 — 海岸線 |
| 建築物/地點 建築物/地點 (附名字) |                      |
| 本街區範圍#†                     |                      |

| #：以半透明顯示 †：界線模糊地帶以漸層顯示 |

| 行車道 行人道 隧道# 水體         | 綠化區 海洋 — 海岸線 |
| 建築物/地點 建築物/地點 (附名字) |                      |
| 本街區範圍#†                     |                      |

| #：以半透明顯示 †：界線模糊地帶以漸層顯示 |

| 北 ↑                                                                              |
| ■ 花地瑪堂區 ■ 聖安多尼堂區 ■ 望德堂區 ■ 風順堂區 ■ 大堂區 ■ 氹仔 ■ 路氹城 ■ 路環 |

| 行車道 行人道 隧道# 水體         | 綠化區 海洋 — 海岸線 |
| 建築物/地點 建築物/地點 (附名字) |                      |
| 本街區範圍#†                     |                      |

| #：以半透明顯示 †：界線模糊地帶以漸層顯示 |

| 行車道 行人道 隧道# 水體         | 綠化區 海洋 — 海岸線 |
| 建築物/地點 建築物/地點 (附名字) |                      |
| 本街區範圍#†                     |                      |

| #：以半透明顯示 †：界線模糊地帶以漸層顯示 |

| 北 ↑                                                                              |
| ■ 花地瑪堂區 ■ 聖安多尼堂區 ■ 望德堂區 ■ 風順堂區 ■ 大堂區 ■ 氹仔 ■ 路氹城 ■ 路環 |

| 行車道 行人道 隧道# 水體         | 綠化區 海洋 — 海岸線 |
| 建築物/地點 建築物/地點 (附名字) |                      |
| 本街區範圍#†                     |                      |

| #：以半透明顯示 †：界線模糊地帶以漸層顯示 |

| 行車道 行人道 隧道# 水體         | 綠化區 海洋 — 海岸線 |
| 建築物/地點 建築物/地點 (附名字) |                      |
| 本街區範圍#†                     |                      |

| #：以半透明顯示 †：界線模糊地帶以漸層顯示 |

| 北 ↑                                                                              |
| ■ 花地瑪堂區 ■ 聖安多尼堂區 ■ 望德堂區 ■ 風順堂區 ■ 大堂區 ■ 氹仔 ■ 路氹城 ■ 路環 |

| 行車道 行人道 隧道# 水體         | 綠化區 海洋 — 海岸線 |
| 建築物/地點 建築物/地點 (附名字) |                      |
| 本街區範圍#†                     |                      |

| #：以半透明顯示 †：界線模糊地帶以漸層顯示 |

| 行車道 行人道 隧道# 水體         | 綠化區 海洋 — 海岸線 |
| 建築物/地點 建築物/地點 (附名字) |                      |
| 本街區範圍#†                     |                      |

| #：以半透明顯示 †：界線模糊地帶以漸層顯示 |

| 北 ↑                                                                              |
| ■ 花地瑪堂區 ■ 聖安多尼堂區 ■ 望德堂區 ■ 風順堂區 ■ 大堂區 ■ 氹仔 ■ 路氹城 ■ 路環 |

| 行車道 行人道 隧道# 水體         | 綠化區 海洋 — 海岸線 |
| 建築物/地點 建築物/地點 (附名字) |                      |
| 本街區範圍#†                     |                      |

| #：以半透明顯示 †：界線模糊地帶以漸層顯示 |

| 行車道 行人道 隧道# 水體         | 綠化區 海洋 — 海岸線 |
| 建築物/地點 建築物/地點 (附名字) |                      |
| 本街區範圍#†                     |                      |

| #：以半透明顯示 †：界線模糊地帶以漸層顯示 |

| 北 ↑                                                                              |
| ■ 花地瑪堂區 ■ 聖安多尼堂區 ■ 望德堂區 ■ 風順堂區 ■ 大堂區 ■ 氹仔 ■ 路氹城 ■ 路環 |

| 行車道 行人道 隧道# 水體         | 綠化區 海洋 — 海岸線 |
| 建築物/地點 建築物/地點 (附名字) |                      |
| 本街區範圍#†                     |                      |

| #：以半透明顯示 †：界線模糊地帶以漸層顯示 |

| 行車道 行人道 隧道# 水體         | 綠化區 海洋 — 海岸線 |
| 建築物/地點 建築物/地點 (附名字) |                      |
| 本街區範圍#†                     |                      |

| #：以半透明顯示 †：界線模糊地帶以漸層顯示 |

| 北 ↑                                                                              |
| ■ 花地瑪堂區 ■ 聖安多尼堂區 ■ 望德堂區 ■ 風順堂區 ■ 大堂區 ■ 氹仔 ■ 路氹城 ■ 路環 |

| 行車道 行人道 隧道# 水體         | 綠化區 海洋 — 海岸線 |
| 建築物/地點 建築物/地點 (附名字) |                      |
| 本街區範圍#†                     |                      |

| #：以半透明顯示 †：界線模糊地帶以漸層顯示 |

| 行車道 行人道 隧道# 水體         | 綠化區 海洋 — 海岸線 |
| 建築物/地點 建築物/地點 (附名字) |                      |
| 本街區範圍#†                     |                      |

| #：以半透明顯示 †：界線模糊地帶以漸層顯示 |

| 北 ↑                                                                              |
| ■ 花地瑪堂區 ■ 聖安多尼堂區 ■ 望德堂區 ■ 風順堂區 ■ 大堂區 ■ 氹仔 ■ 路氹城 ■ 路環 |

| 行車道 行人道 隧道# 水體         | 綠化區 海洋 — 海岸線 |
| 建築物/地點 建築物/地點 (附名字) |                      |
| 本街區範圍#†                     |                      |

| #：以半透明顯示 †：界線模糊地帶以漸層顯示 |

| 行車道 行人道 隧道# 水體         | 綠化區 海洋 — 海岸線 |
| 建築物/地點 建築物/地點 (附名字) |                      |
| 本街區範圍#†                     |                      |

| #：以半透明顯示 †：界線模糊地帶以漸層顯示 |

| 所在堂區 | 大堂區、風順堂區 |
| 區內街道 | - 庇山耶街 - 陳家里 - 吉慶一圍 - 吉慶二圍 - 木橋街 - 馮家圍 - 手肘里 - 寶塔巷 - 老人圍 - 丁香圍 - 新埗頭街 - 纜廠巷 - 打纜圍 - 亞美打利庇盧里 - 貢士旦甸奴街 |
| 橫越街道 | - 小新巷 - 商人巷 - 吉慶巷 - 鍾家里 - 趙家巷 - 教師里 - 十月初五日街 - 通商新街 - 海邊新街 - 巴素打爾古街 - 亞美打利庇盧大馬路 - 爐石塘巷                    |
| 外圍街道 | - 草堆街 - 康公廟前地 - 美基街 - 火船頭街 - 蓬萊新巷 - 清平街 - 柴船尾街 - 平線巷 - 平線里                                                                   |

| 北 ↑                                                                              |
| ■ 花地瑪堂區 ■ 聖安多尼堂區 ■ 望德堂區 ■ 風順堂區 ■ 大堂區 ■ 氹仔 ■ 路氹城 ■ 路環 |

| 行車道 行人道 隧道# 水體         | 綠化區 海洋 — 海岸線 |
| 建築物/地點 建築物/地點 (附名字) |                      |
| 本街區範圍#†                     |                      |

| #：以半透明顯示 †：界線模糊地帶以漸層顯示 |

| 行車道 行人道 隧道# 水體         | 綠化區 海洋 — 海岸線 |
| 建築物/地點 建築物/地點 (附名字) |                      |
| 本街區範圍#†                     |                      |

| #：以半透明顯示 †：界線模糊地帶以漸層顯示 |

| 北 ↑                                                                              |
| ■ 花地瑪堂區 ■ 聖安多尼堂區 ■ 望德堂區 ■ 風順堂區 ■ 大堂區 ■ 氹仔 ■ 路氹城 ■ 路環 |

| 行車道 行人道 隧道# 水體         | 綠化區 海洋 — 海岸線 |
| 建築物/地點 建築物/地點 (附名字) |                      |
| 本街區範圍#†                     |                      |

| #：以半透明顯示 †：界線模糊地帶以漸層顯示 |

| 行車道 行人道 隧道# 水體         | 綠化區 海洋 — 海岸線 |
| 建築物/地點 建築物/地點 (附名字) |                      |
| 本街區範圍#†                     |                      |

| #：以半透明顯示 †：界線模糊地帶以漸層顯示 |

| 北 ↑                                                                              |
| ■ 花地瑪堂區 ■ 聖安多尼堂區 ■ 望德堂區 ■ 風順堂區 ■ 大堂區 ■ 氹仔 ■ 路氹城 ■ 路環 |

| 行車道 行人道 隧道# 水體         | 綠化區 海洋 — 海岸線 |
| 建築物/地點 建築物/地點 (附名字) |                      |
| 本街區範圍#†                     |                      |

| #：以半透明顯示 †：界線模糊地帶以漸層顯示 |

| 行車道 行人道 隧道# 水體         | 綠化區 海洋 — 海岸線 |
| 建築物/地點 建築物/地點 (附名字) |                      |
| 本街區範圍#†                     |                      |

| #：以半透明顯示 †：界線模糊地帶以漸層顯示 |

| 北 ↑                                                                              |
| ■ 花地瑪堂區 ■ 聖安多尼堂區 ■ 望德堂區 ■ 風順堂區 ■ 大堂區 ■ 氹仔 ■ 路氹城 ■ 路環 |

| 行車道 行人道 隧道# 水體         | 綠化區 海洋 — 海岸線 |
| 建築物/地點 建築物/地點 (附名字) |                      |
| 本街區範圍#†                     |                      |

| #：以半透明顯示 †：界線模糊地帶以漸層顯示 |

| 行車道 行人道 隧道# 水體         | 綠化區 海洋 — 海岸線 |
| 建築物/地點 建築物/地點 (附名字) |                      |
| 本街區範圍#†                     |                      |

| #：以半透明顯示 †：界線模糊地帶以漸層顯示 |

| 北 ↑                                                                              |
| ■ 花地瑪堂區 ■ 聖安多尼堂區 ■ 望德堂區 ■ 風順堂區 ■ 大堂區 ■ 氹仔 ■ 路氹城 ■ 路環 |

| 行車道 行人道 隧道# 水體         | 綠化區 海洋 — 海岸線 |
| 建築物/地點 建築物/地點 (附名字) |                      |
| 本街區範圍#†                     |                      |

| #：以半透明顯示 †：界線模糊地帶以漸層顯示 |

| 行車道 行人道 隧道# 水體         | 綠化區 海洋 — 海岸線 |
| 建築物/地點 建築物/地點 (附名字) |                      |
| 本街區範圍#†                     |                      |

| #：以半透明顯示 †：界線模糊地帶以漸層顯示 |

| 北 ↑                                                                              |
| ■ 花地瑪堂區 ■ 聖安多尼堂區 ■ 望德堂區 ■ 風順堂區 ■ 大堂區 ■ 氹仔 ■ 路氹城 ■ 路環 |

| 行車道 行人道 隧道# 水體         | 綠化區 海洋 — 海岸線 |
| 建築物/地點 建築物/地點 (附名字) |                      |
| 本街區範圍#†                     |                      |

| #：以半透明顯示 †：界線模糊地帶以漸層顯示 |

| 行車道 行人道 隧道# 水體         | 綠化區 海洋 — 海岸線 |
| 建築物/地點 建築物/地點 (附名字) |                      |
| 本街區範圍#†                     |                      |

| #：以半透明顯示 †：界線模糊地帶以漸層顯示 |

| 北 ↑                                                                              |
| ■ 花地瑪堂區 ■ 聖安多尼堂區 ■ 望德堂區 ■ 風順堂區 ■ 大堂區 ■ 氹仔 ■ 路氹城 ■ 路環 |

| 行車道 行人道 隧道# 水體         | 綠化區 海洋 — 海岸線 |
| 建築物/地點 建築物/地點 (附名字) |                      |
| 本街區範圍#†                     |                      |

| #：以半透明顯示 †：界線模糊地帶以漸層顯示 |

| 行車道 行人道 隧道# 水體         | 綠化區 海洋 — 海岸線 |
| 建築物/地點 建築物/地點 (附名字) |                      |
| 本街區範圍#†                     |                      |

| #：以半透明顯示 †：界線模糊地帶以漸層顯示 |

| 北 ↑                                                                              |
| ■ 花地瑪堂區 ■ 聖安多尼堂區 ■ 望德堂區 ■ 風順堂區 ■ 大堂區 ■ 氹仔 ■ 路氹城 ■ 路環 |

| 行車道 行人道 隧道# 水體         | 綠化區 海洋 — 海岸線 |
| 建築物/地點 建築物/地點 (附名字) |                      |
| 本街區範圍#†                     |                      |

| #：以半透明顯示 †：界線模糊地帶以漸層顯示 |

| 行車道 行人道 隧道# 水體         | 綠化區 海洋 — 海岸線 |
| 建築物/地點 建築物/地點 (附名字) |                      |
| 本街區範圍#†                     |                      |

| #：以半透明顯示 †：界線模糊地帶以漸層顯示 |

| 北 ↑                                                                              |
| ■ 花地瑪堂區 ■ 聖安多尼堂區 ■ 望德堂區 ■ 風順堂區 ■ 大堂區 ■ 氹仔 ■ 路氹城 ■ 路環 |

| 行車道 行人道 隧道# 水體         | 綠化區 海洋 — 海岸線 |
| 建築物/地點 建築物/地點 (附名字) |                      |
| 本街區範圍#†                     |                      |

| #：以半透明顯示 †：界線模糊地帶以漸層顯示 |

| 行車道 行人道 隧道# 水體         | 綠化區 海洋 — 海岸線 |
| 建築物/地點 建築物/地點 (附名字) |                      |
| 本街區範圍#†                     |                      |

| #：以半透明顯示 †：界線模糊地帶以漸層顯示 |

| 北 ↑                                                                              |
| ■ 花地瑪堂區 ■ 聖安多尼堂區 ■ 望德堂區 ■ 風順堂區 ■ 大堂區 ■ 氹仔 ■ 路氹城 ■ 路環 |

| 行車道 行人道 隧道# 水體         | 綠化區 海洋 — 海岸線 |
| 建築物/地點 建築物/地點 (附名字) |                      |
| 本街區範圍#†                     |                      |

| #：以半透明顯示 †：界線模糊地帶以漸層顯示 |

| 行車道 行人道 隧道# 水體         | 綠化區 海洋 — 海岸線 |
| 建築物/地點 建築物/地點 (附名字) |                      |
| 本街區範圍#†                     |                      |

| #：以半透明顯示 †：界線模糊地帶以漸層顯示 |

| 北 ↑                                                                              |
| ■ 花地瑪堂區 ■ 聖安多尼堂區 ■ 望德堂區 ■ 風順堂區 ■ 大堂區 ■ 氹仔 ■ 路氹城 ■ 路環 |

| 行車道 行人道 隧道# 水體         | 綠化區 海洋 — 海岸線 |
| 建築物/地點 建築物/地點 (附名字) |                      |
| 本街區範圍#†                     |                      |

| #：以半透明顯示 †：界線模糊地帶以漸層顯示 |

| 行車道 行人道 隧道# 水體         | 綠化區 海洋 — 海岸線 |
| 建築物/地點 建築物/地點 (附名字) |                      |
| 本街區範圍#†                     |                      |

| #：以半透明顯示 †：界線模糊地帶以漸層顯示 |

| 北 ↑                                                                              |
| ■ 花地瑪堂區 ■ 聖安多尼堂區 ■ 望德堂區 ■ 風順堂區 ■ 大堂區 ■ 氹仔 ■ 路氹城 ■ 路環 |

| 行車道 行人道 隧道# 水體         | 綠化區 海洋 — 海岸線 |
| 建築物/地點 建築物/地點 (附名字) |                      |
| 本街區範圍#†                     |                      |

| #：以半透明顯示 †：界線模糊地帶以漸層顯示 |

| 行車道 行人道 隧道# 水體         | 綠化區 海洋 — 海岸線 |
| 建築物/地點 建築物/地點 (附名字) |                      |
| 本街區範圍#†                     |                      |

| #：以半透明顯示 †：界線模糊地帶以漸層顯示 |

| 北 ↑                                                                              |
| ■ 花地瑪堂區 ■ 聖安多尼堂區 ■ 望德堂區 ■ 風順堂區 ■ 大堂區 ■ 氹仔 ■ 路氹城 ■ 路環 |

| 行車道 行人道 隧道# 水體         | 綠化區 海洋 — 海岸線 |
| 建築物/地點 建築物/地點 (附名字) |                      |
| 本街區範圍#†                     |                      |

| #：以半透明顯示 †：界線模糊地帶以漸層顯示 |

| 行車道 行人道 隧道# 水體         | 綠化區 海洋 — 海岸線 |
| 建築物/地點 建築物/地點 (附名字) |                      |
| 本街區範圍#†                     |                      |

| #：以半透明顯示 †：界線模糊地帶以漸層顯示 |

| 北 ↑                                                                              |
| ■ 花地瑪堂區 ■ 聖安多尼堂區 ■ 望德堂區 ■ 風順堂區 ■ 大堂區 ■ 氹仔 ■ 路氹城 ■ 路環 |

| 行車道 行人道 隧道# 水體         | 綠化區 海洋 — 海岸線 |
| 建築物/地點 建築物/地點 (附名字) |                      |
| 本街區範圍#†                     |                      |

| #：以半透明顯示 †：界線模糊地帶以漸層顯示 |

| 行車道 行人道 隧道# 水體         | 綠化區 海洋 — 海岸線 |
| 建築物/地點 建築物/地點 (附名字) |                      |
| 本街區範圍#†                     |                      |

| #：以半透明顯示 †：界線模糊地帶以漸層顯示 |

| 北 ↑                                                                              |
| ■ 花地瑪堂區 ■ 聖安多尼堂區 ■ 望德堂區 ■ 風順堂區 ■ 大堂區 ■ 氹仔 ■ 路氹城 ■ 路環 |

| 行車道 行人道 隧道# 水體         | 綠化區 海洋 — 海岸線 |
| 建築物/地點 建築物/地點 (附名字) |                      |
| 本街區範圍#†                     |                      |

| #：以半透明顯示 †：界線模糊地帶以漸層顯示 |

| 行車道 行人道 隧道# 水體         | 綠化區 海洋 — 海岸線 |
| 建築物/地點 建築物/地點 (附名字) |                      |
| 本街區範圍#†                     |                      |

| #：以半透明顯示 †：界線模糊地帶以漸層顯示 |

| 北 ↑                                                                              |
| ■ 花地瑪堂區 ■ 聖安多尼堂區 ■ 望德堂區 ■ 風順堂區 ■ 大堂區 ■ 氹仔 ■ 路氹城 ■ 路環 |

| 行車道 行人道 隧道# 水體         | 綠化區 海洋 — 海岸線 |
| 建築物/地點 建築物/地點 (附名字) |                      |
| 本街區範圍#†                     |                      |

| #：以半透明顯示 †：界線模糊地帶以漸層顯示 |

| 行車道 行人道 隧道# 水體         | 綠化區 海洋 — 海岸線 |
| 建築物/地點 建築物/地點 (附名字) |                      |
| 本街區範圍#†                     |                      |

| #：以半透明顯示 †：界線模糊地帶以漸層顯示 |

爐石塘，原稱蘆荻塘、蘆石塘，原是澳門北灣（內港）的一個避風塘，位於澳門半島西邊、大堂區西北端、風順堂區以北，大概即今營地大街、草堆街、巴素打爾古街、福隆下街之間。因為此塘以前有很多亂石，這些亂石上野生蘆葦荻花，所以先後有「蘆荻塘」和「蘆石塘」之名。
清政府早年曾在此建立佐堂衙署，駐設香山縣分防縣丞。後來這個塘被澳葡政府徵用，立名時把「蘆」易作「爐」，變成「爐石塘」。清同治年間澳葡在北灣填海造地，爐石塘從此被填塞，並產生出爐石塘街區，街區後來被發展為手工藝坊，更曾有名貴煙槍出產。新馬路開闢後，這街區陸續改建為住宅至今。

## 歷史沿革

### 源起
此塘原是澳門北灣其中一個避風塘，地處沙欄塘和白眼塘之間。起初，這個塘對出海面有不少零碎的岩石，潮漲時海水把這些亂石完全掩蓋，亂石上後來叢生蘆葦荻花，故水上人家稱之為「蘆荻塘」。長滿蘆荻的亂石，伴隨塘前的綠水和秋風泛起的小浪，令蘆荻塘成為北灣三塘中風景最幽美的一個塘。後來因為發音順口關係，而被變稱為「蘆石塘」。
塘邊當時已設有多個水口（埠頭），如十八間尾水口、吉慶里水口、桔仔圍尾水口等，而各水口間並搭有縱橫交錯的木橋棧。岸上當時已築有一條白沙小路，這條路時人稱為「蘆石塘街」，此也就是今天的庇山耶街和一部份爐石塘巷的前身（關於這些街道見後文「組成街道」一節）。

### 香山縣駐澳門佐堂衙署

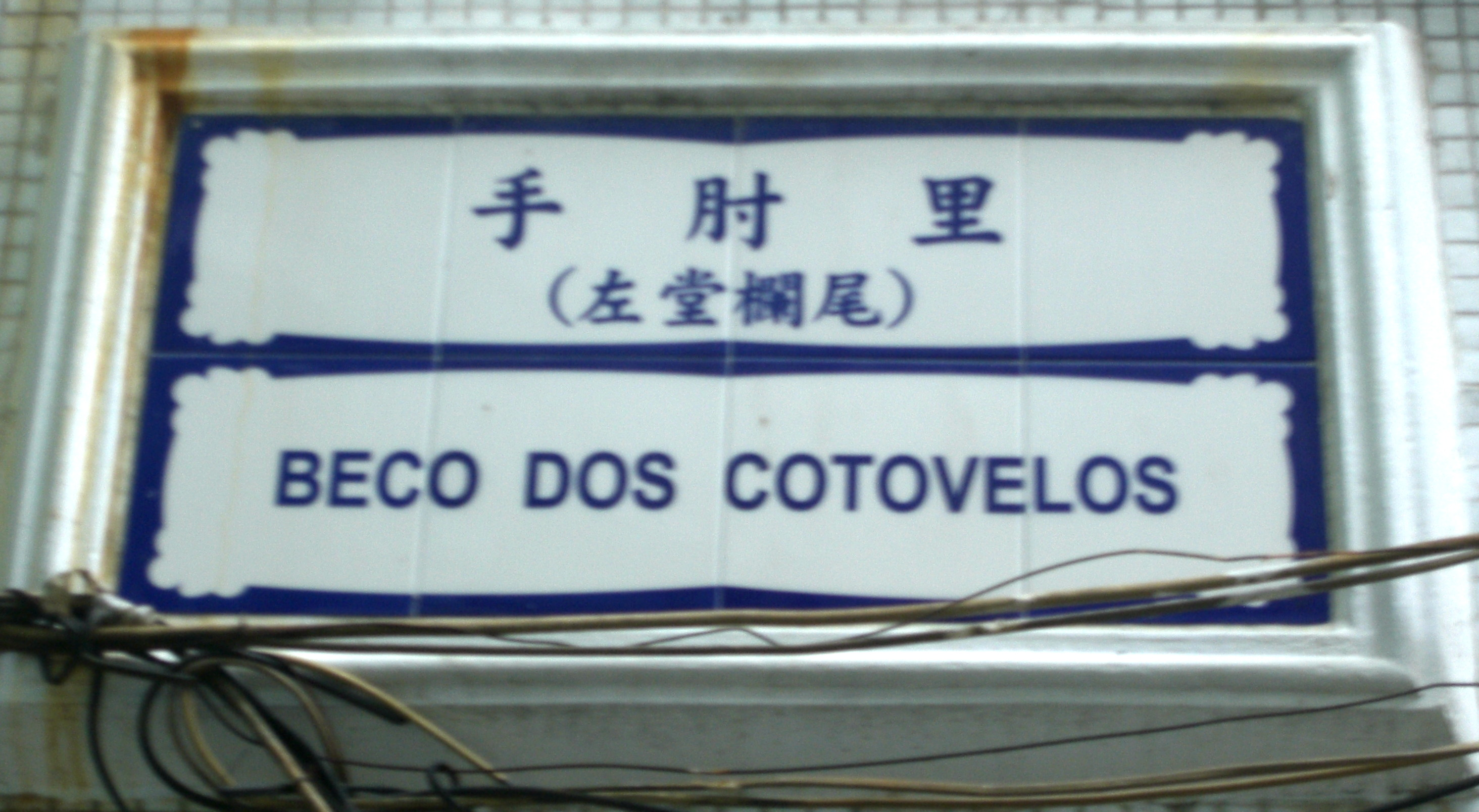
手肘里（左堂欄尾）之街名路牌

「蘆石塘街」後來被鋪成石板路，蓋因在清乾隆八年（1743年），滿清政府在「蘆石塘街」設立佐堂衙署，即今庇山耶街近草堆街的位置，門口開在「蘆石塘街」。這座衙署為一座三進式的庭院：第一進用作簽押主簿公事廂房；第二進則為議事用廳堂（公堂）；第三進則為幕僚房舍和後花園，後門設在今手肘里的位置，可通往草堆街。衙署門前則有兩對旗竿石，並各豎起一支旌旗（即「旗幡」）；入夜後旗竿上會掛起大燈籠（時人稱「蘆石塘燈籠」），用來引導內港船隻。
佐堂衙署是清廷在各縣城設置的公安機關，由縣丞主事，負責受理民間訴訟、維持治安等，由於這些事務均屬於佐理縣事性質，「佐堂」之名就是這樣而來的。而蘆石塘的佐堂衙署，全稱「香山縣駐澳門佐堂衙署」，便是清朝香山縣駐節澳門分防縣丞（簡稱「澳丞」）的官署。澳丞本來設駐在香山縣城（即今廣東省中山市石岐區）內，雍正年間（1723年—1735年）遷駐到前山寨（即今廣東省珠海市前山街道），至乾隆八年才移駐澳門。比起其他地方的縣丞，澳丞的責任尤其重大，因為當時已有很多葡萄牙人定居，故澳丞除了要處理華人事務外，洋人與華人之間的興訟（時稱「民夷詞訟」）也要受理。
及至清道光二十九年（1849年），時任澳門總督亞馬留下令驅逐清朝官員，並派兵將這座佐堂衙署佔據，也把衙署門前的旗幡砍掉；而縣丞則遷回前山寨。按《香山縣誌》記載：
|  | 議者以澳門民蕃日眾，而距縣遼遠，移香山縣丞於前山寨，改為分防澳門縣丞，至乾隆八年，以按察使潘思矩總督策楞議，移縣丞駐澳門。……道光廿九年，葡人毀縣丞署，縣丞遷署前山城內。 |

最後一任主事蘆石塘佐堂衙署的澳丞是汪政，他是順天府監生出身，迂腐無能。相傳亞馬留派兵佔據衙署時，欲拘押澳丞；汪政聞訊後隨即慌忙逃走，逃走時還乘着四人大轎，邊走邊催促轎夫快跑，並向轎夫高呼承諾：如果逃得脫的話，便封每個轎夫官位，有頂烏紗可戴。澳門昔日有句諺語：「行得快，有頂戴」，就是源於此事。

今天在草堆街和木橋街之間有一巷弄名為手肘里，此巷另立有又名「左堂欄尾」作記。

### 澳葡徵用——「蘆石塘」變「爐石塘」
蘆石塘佐堂衙署被佔後，澳葡政府將之改建為軍營，駐有葡國士兵，還駐海事警察。而蘆石塘也被澳葡政府徵用，作為停泊官方的巡邏小艇；原停泊在蘆石塘的船家也被驅離。蘆石塘被徵用的同時，澳葡就將「蘆石塘」之名改寫為「爐石塘」。
後來約在清同治年時（1862年起），因為鴉片進口澳門的數量不斷增加，原設在司打口的鴉片完稅辦公樓已開始不敷應用，故澳葡又將佐堂衙署舊址的前兩進又分別改建為「洋藥管制局」的辦公室和鴉片倉棧。第三進則仍保留為軍營，而駐紮在軍營的士兵則專門守護爐石塘。

### 填塞：手工業集中時期
時至清同治七年（1868年），澳葡政府進行內港整治，填塞爐石塘，並把佐堂衙署舊址全部拆除，此後在這填地上規劃街道，建立新的埠頭，形成了爐石塘街區。後來澳葡將爐石塘填地上的土地逐步拍賣，結果這些土地在50天內全部由鴉片商人買下，作為做鴉片生意的用途。
不過，這些土地後來被一位人稱梁北塘的富商逐步收購。在此之前，梁北塘早已在澳門成立了一家公司，名為「梁氏營造」，並將其址設在「蘆石塘街」。在清道光二十年（1840年）時，梁氏旗下的木工師傅和工匠發起上架行會館，梁氏隨即把公司物業捐出作為館址；而上架行會館也一度被梁氏用作與其他工會交流和會議的場所。
及至梁氏收購爐石塘街區的地皮後，「梁氏營造」在此發展一個以手工業為主的街區，在街區裏滿佈木雕工作坊、家私店、字畫店、打金工場等。在清同治末年，幾乎全澳的手工藝店和打金工場都進駐此街區內，而且還有一種特殊行業摻進——煙槍製造業。

### 煙槍製造業
在這裏出產的鴉片煙槍，人稱「馬交槍」，製造材料多為非洲進口的象牙和犀牛角，並用純金鑲嵌，且槍上雕刻精緻，是故異常珍貴。後來，「馬交槍」的煙管又以非洲進口的火烈鳥脛骨製造，相傳這種材料不會使煙管內產生煙垢，這樣產生出來的鴉片煙會份外清甜。這種製作技術是爐石塘街區特有的，在街區內當時約有四至五家專門製造「馬交槍」的工作坊，產品銷路更遠至北京等地。

### 新馬路開闢前後至今

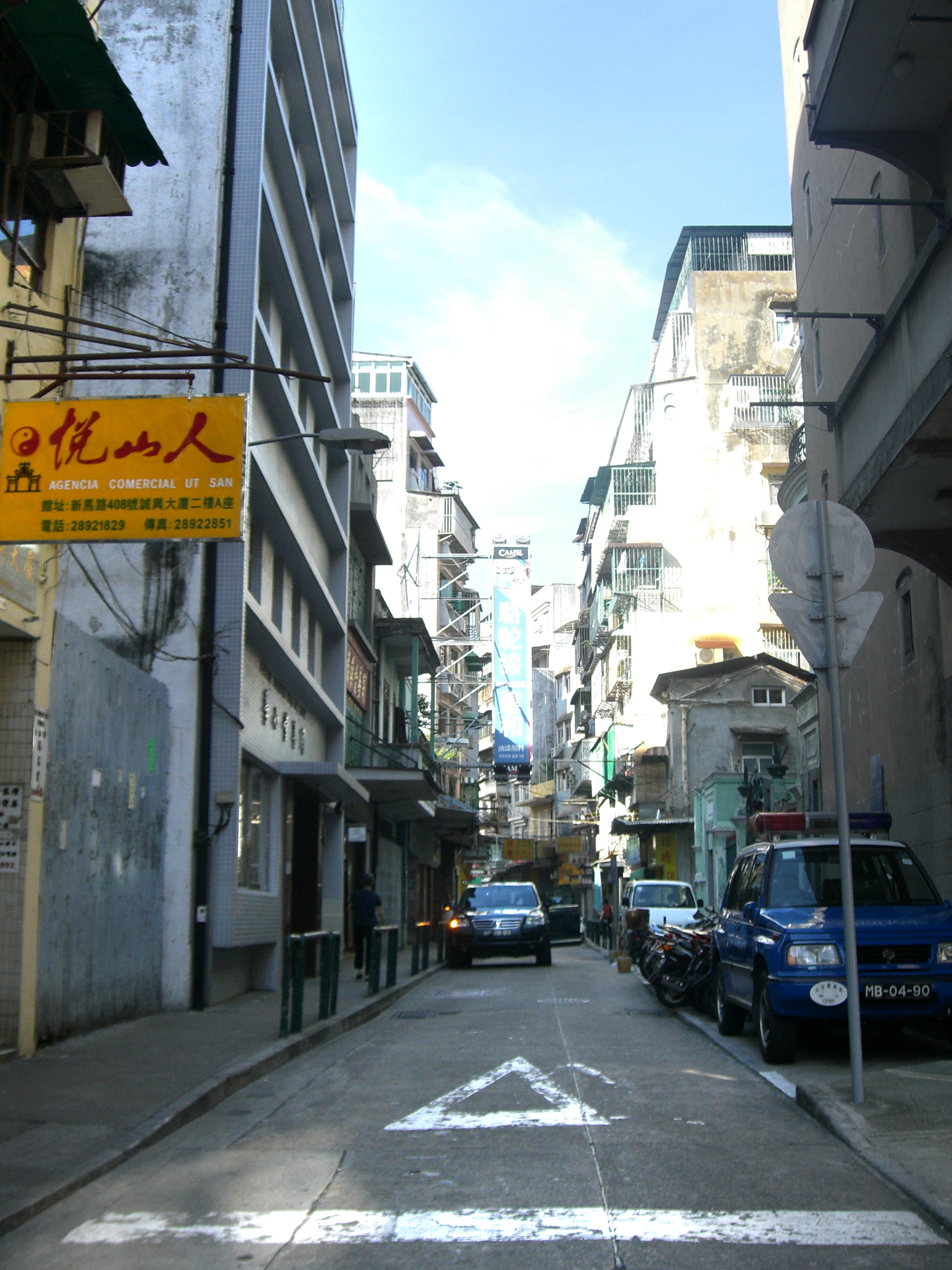
庇山耶街

1869年，澳葡當局為首批街道刊憲命名，原「蘆石塘街」由新馬路（當時是賦梅里）至草堆街的一段，被命名為爐石塘街。後來又將賦梅里以西南一段的「蘆石塘街」，命名為爐石塘巷。期間，梁氏轉移到廣州發展，不過爐石塘街區的手工行業依然維持着。
在清末民初時，爐石塘區各巷弄上建了多家賭檔攤館；街區西邊則陸續有「書寓」（其實即是妓院）開設，駐場的有蘇杭佳麗，有些更還有西洋女子。不過，「書寓」選客十分挑剔，顧客前來尋芳也要經過多番「測試」，一般人都難以光顧。
時至1918年，爐石塘區西邊開闢新馬路。1924年慈善機構澳門同善堂的堂址遷到爐石塘街，此後50年間同善堂又在這街區內先後建立了藥局和學校；與此同時，攤館和「書寓」也漸漸消失，區內民房住宅陸續建成，爐石塘街也易名為今天的庇山耶街。在爐石塘街區內，今天仍存在一些手工藝店鋪，諸如神像雕刻店等，甚至有做手雕麻將牌的店鋪。

## 組成街道

### 庇山耶街（爐石塘）

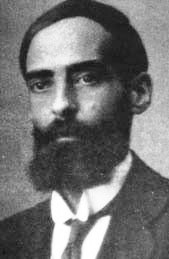
庇山耶

庇山耶街（又名：爐石塘）位於爐石塘區的東南邊，全長約175米、闊約8米，東北端在草堆街連接擔桿里，沿途與木橋街、丁香圍、新埗頭街、以及多條里巷相交（見下文），西南端在亞美打利庇盧大馬路連接爐石塘巷。1869年7月26日官方刊憲命名街道時，此街被命名為「爐石塘街」；至1926年3月13日才改為今名。此街自陳家里向東北逐漸離開爐石塘區範圍。

「庇山耶」所指的是葡萄牙詩人卡梅洛·庇山耶（Camilo Pessanha），他在1867年9月7日生於葡萄牙科英布拉，1894年到澳門定居，居住在當時的南灣街75號；1900年出任民事登記局局長。1912年孫中山到澳門接見中西知名人士，庇山耶便寫了雜文集《中國》記述當時的情景。庇山耶後來染上鴉片煙癮，1926年3月1日死於肺結核。

### 庇山耶街東南邊的里巷

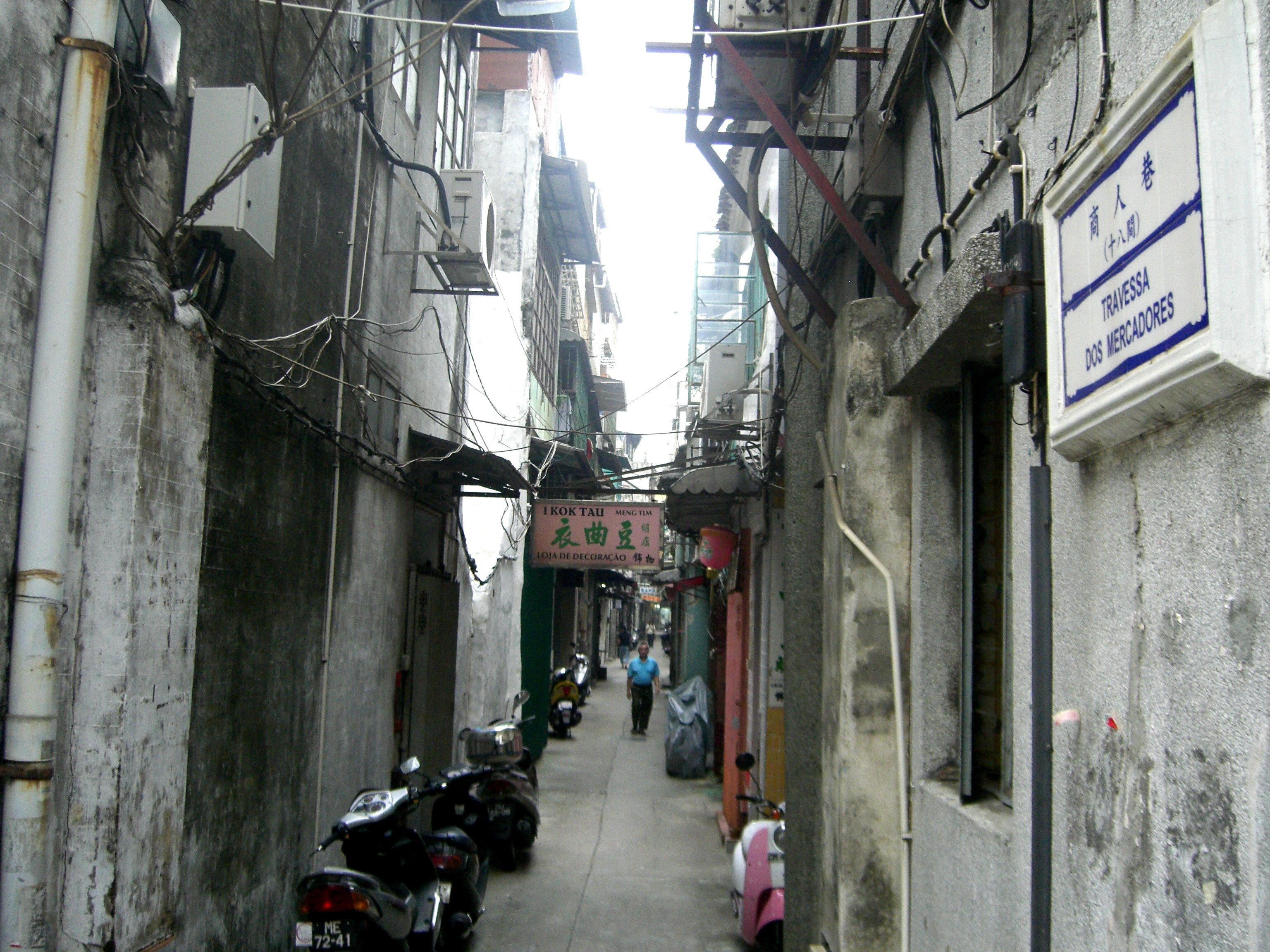
商人巷（十八間）

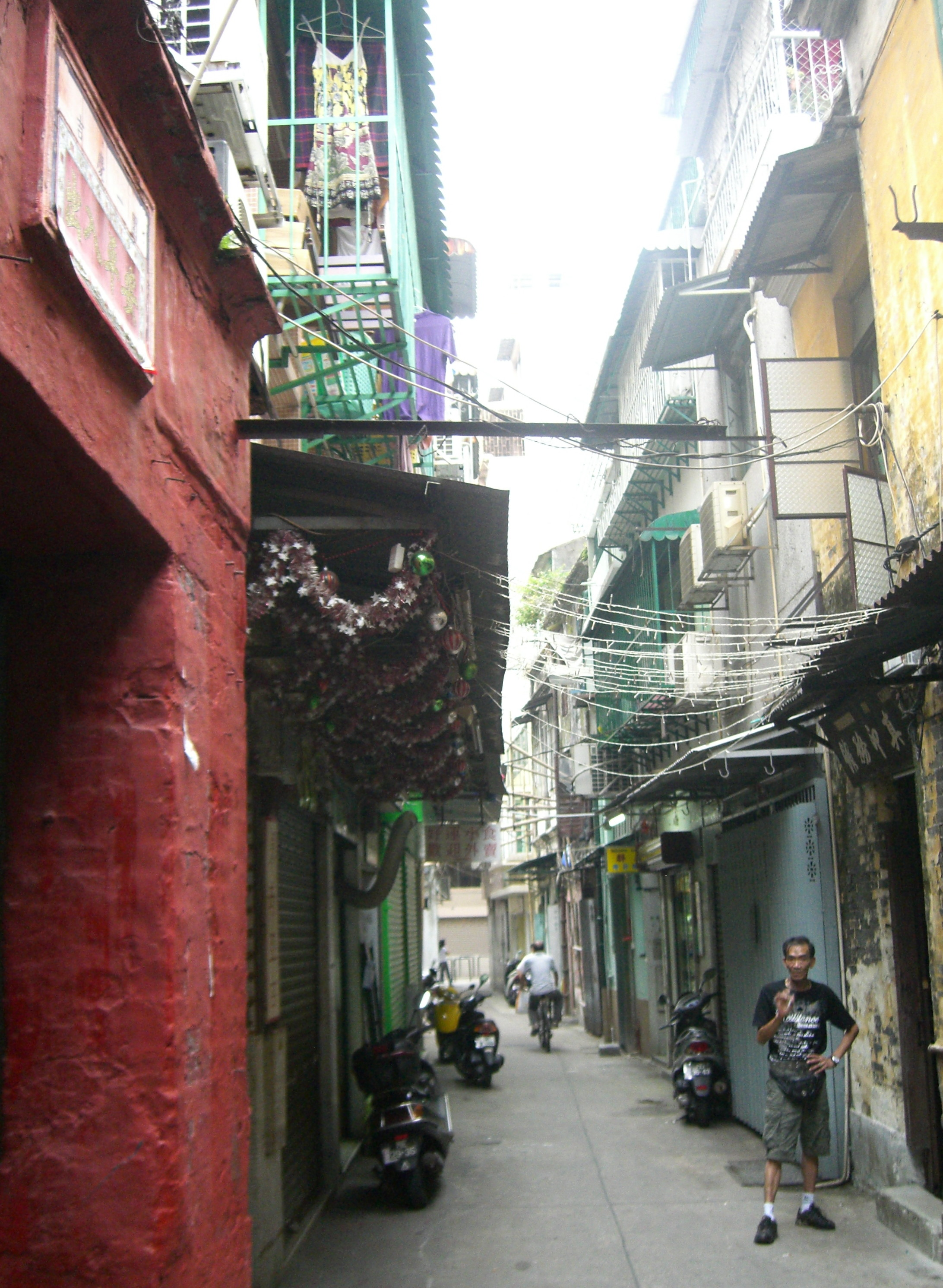
吉慶巷與吉慶一圍交界

庇山耶街的東南邊相交有多條巷弄，這些里巷全部均於1869年7月26日由官方正式命名，下表為這些相交的里巷，沿庇山耶街由東北向西南排列，如無特別註明均可通往營地大街，並只有約一半屬於爐石塘區範圍（實際界線不清晰）：
| 街道名稱 （及官方又名） | 葡文名稱 | 長度  | 闊度 | 備註                                                    |
| ----------------------- | -------- | ----- | ---- | ------------------------------------------------------- |
| 陳家里 （陳家圍）       | [ 註⁠ 4 ] | 40米  | 2米  | 掘頭路（不能通往營地大街） 全部屬於爐石塘區             |
| 小新巷                  | [ 註⁠ 5 ] | 120米 | 2米  |                                                         |
| 商人巷 （十八間）       |          | 123米 | 2米  |                                                         |
| 吉慶巷 （吉慶里）       | [ 註⁠ 6 ] | 125米 | 4米  |                                                         |
| 鍾家里 （鍾家圍）       | [ 註⁠ 7 ] | 115米 | 3米  |                                                         |
| 趙家巷                  | [ 註⁠ 8 ] | 115米 | 3米  |                                                         |
| 教師里 （林家一圍）     |          | 65米  | 4米  | 東南端止於平線里 在近平線巷交界處向東南逐漸離開爐石塘區 |

上表所列示的長度與闊度僅為大約數。另外在吉慶巷又有兩條死胡同相交，分別是吉慶一圍和吉慶二圍，兩者均在吉慶巷的西南邊：
- 吉慶一圍（葡文名稱：[註⁠ 9]）：「b」字形街道，合計全長約60米，闊約3米。全部屬於爐石塘區範圍。
- 吉慶二圍（葡文名稱：[註⁠ 10]）：在吉慶一圍以東南，全長約20米，闊約2米。地處爐石塘區的模糊界線上。

以上兩條街道與吉慶巷同日命名。
庇山耶街的西北邊還相交有三條街道（木橋街、丁香圍、新埗頭街），下文將有表述。

### 木橋街

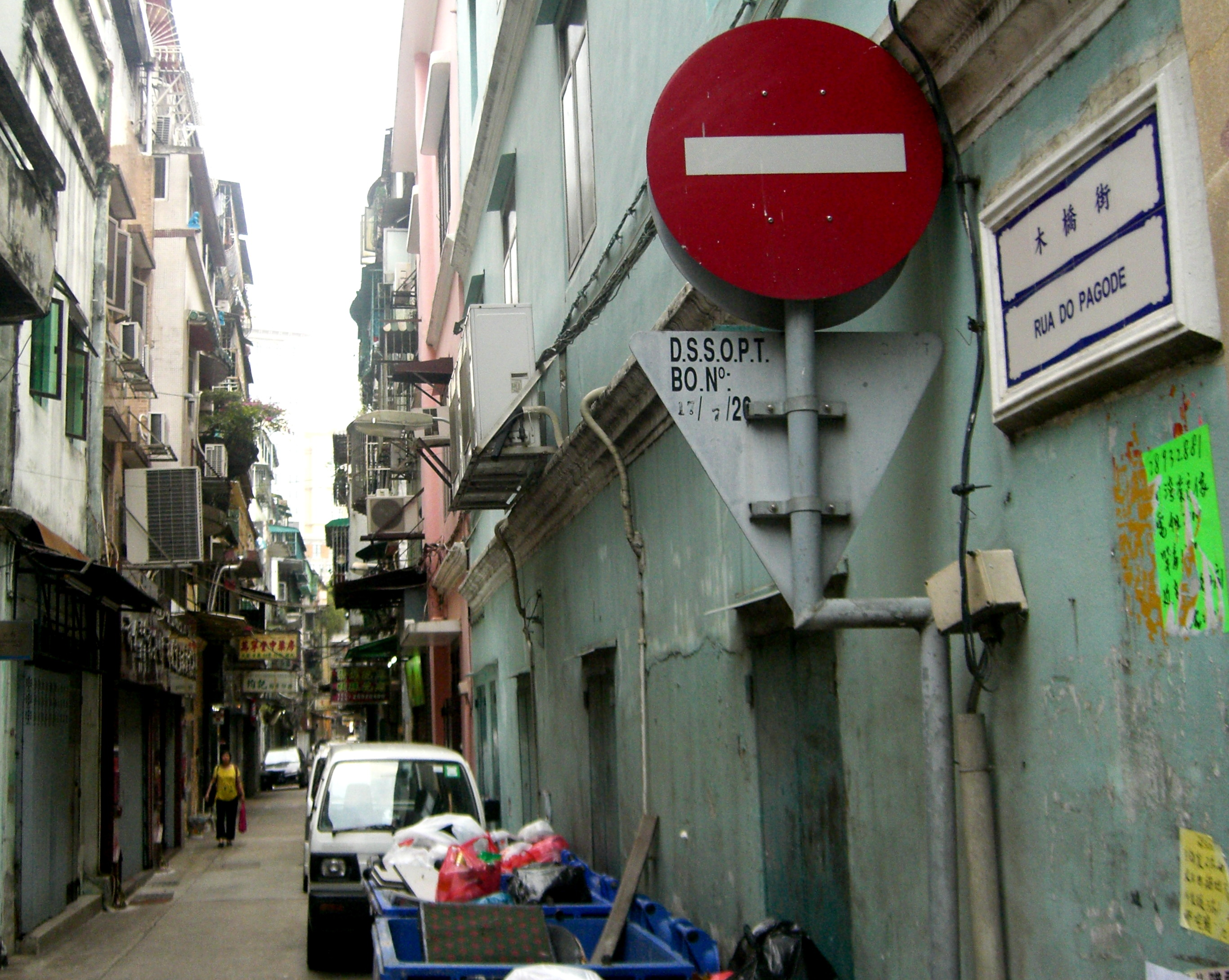
木橋街

木橋街與庇山耶街垂直，全長約190米，闊約4米；它的西北端由海邊新街起，沿途與十月初五日街、寶塔巷、手肘里、馮家圍相交，東南端至庇山耶街近商人巷交界。街道命名於1869年7月26日，因以前爐石塘未填塞時堤岸對出均搭有木製橋棧而得名。清末民初時期，這裏曾是澳門鞋業作坊的一處集中地。

### 馮家圍

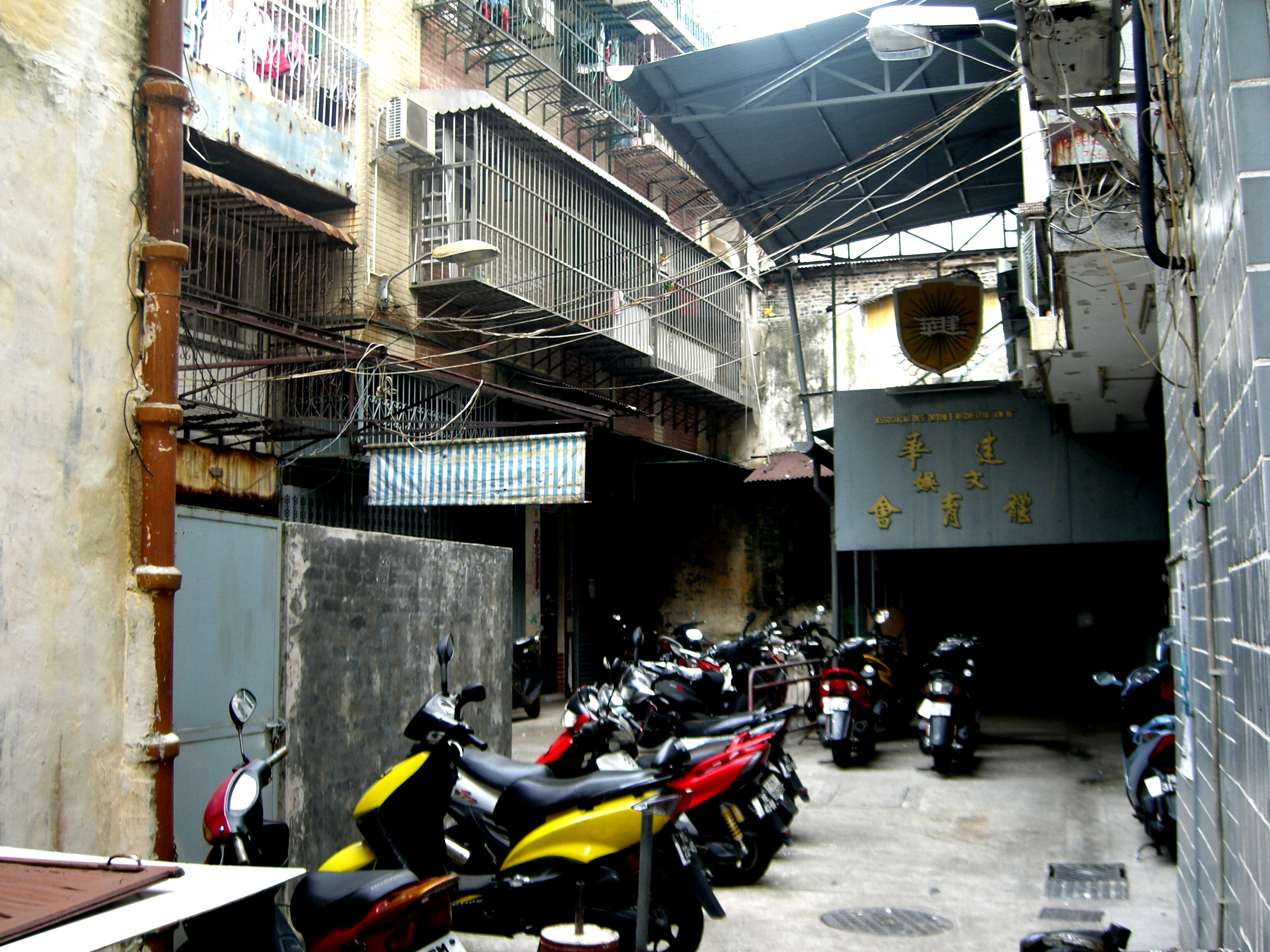
手肘里（左堂欄尾）

馮家圍，為一條「丁」字形的掘頭路，入口開在手肘里與庇山耶街之間的木橋街，合計總長約57米，闊約7米，與木橋街同日命名。

### 手肘里（左堂欄尾）
手肘里（又名：左堂欄尾）是一條類似於「J」字形的街道，在馮家圍西北面，大致與庇山耶街平行；東北端在草堆街，西南端在木橋街；合計全長約80米，平均闊約4米。這條街道與木橋街同日命名，因其形狀像緊握拳頭而彎起的手肘而得名；而又名中的「左堂」所指的是以前的佐堂衙署，「欄尾」即是後門的意思。
（有關佐堂衙署的資料請見上文「香山縣駐澳門佐堂衙署」一節）

### 寶塔巷（木橋橫街）

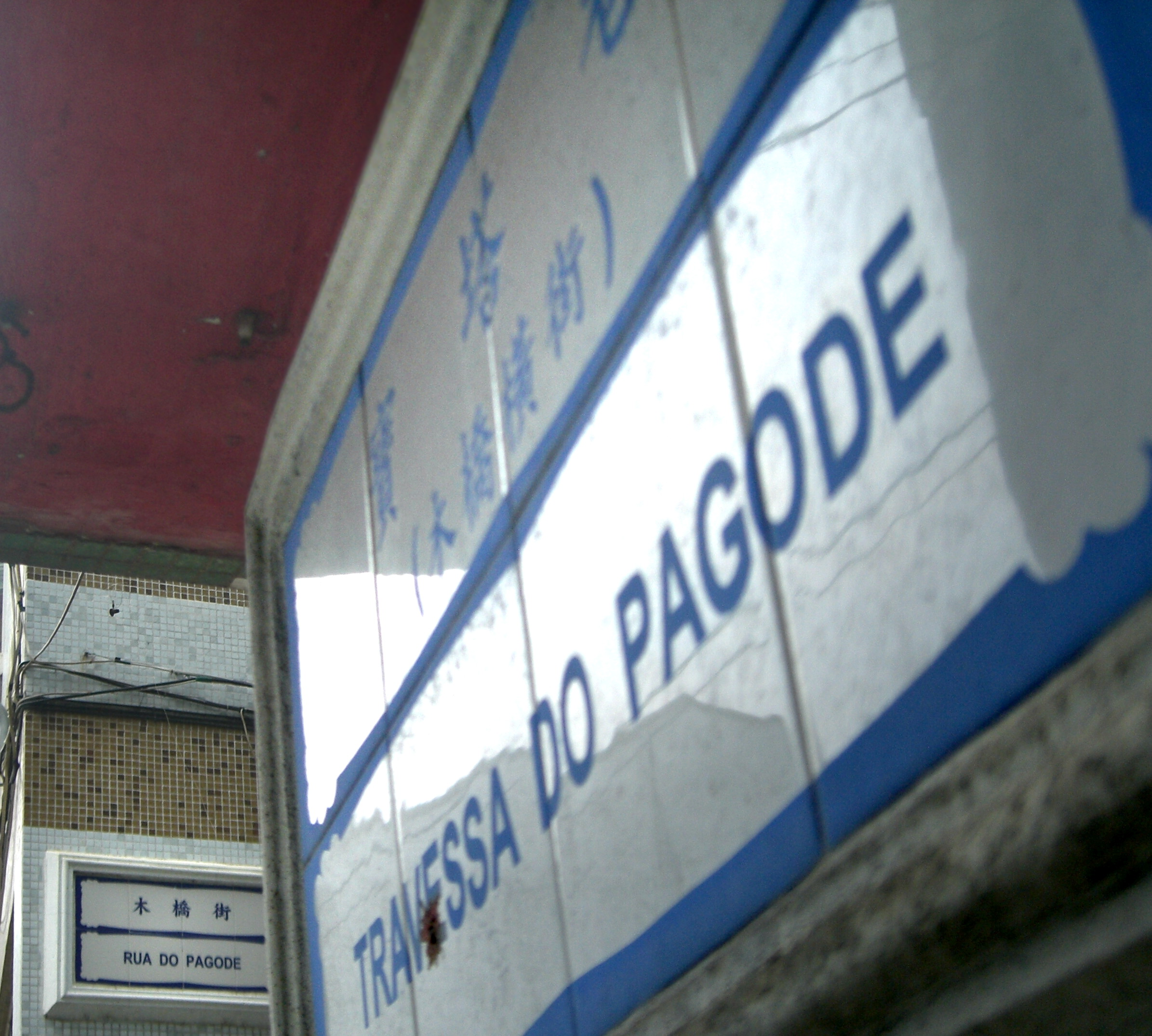
寶塔巷(前)與木橋街(後)，兩者的葡萄牙文名稱均以「Pagode」來命名

與木橋街垂直的寶塔巷（又名：木橋橫街），在手肘里以西北，東北端在草堆街連接爛鬼樓巷，向西南延伸與木橋街和老人圍相交，至新埗頭街近纜廠巷交界處止；街道全長約90米，闊約6米，亦與木橋街同日命名。此街與老人圍交界處設有公共休憩區。
名稱中的「寶塔（Pagode）」是葡萄牙人對中國廟宇的其中一種稱呼。在寶塔巷西北面、僅一街之隔就有一座康真君廟。

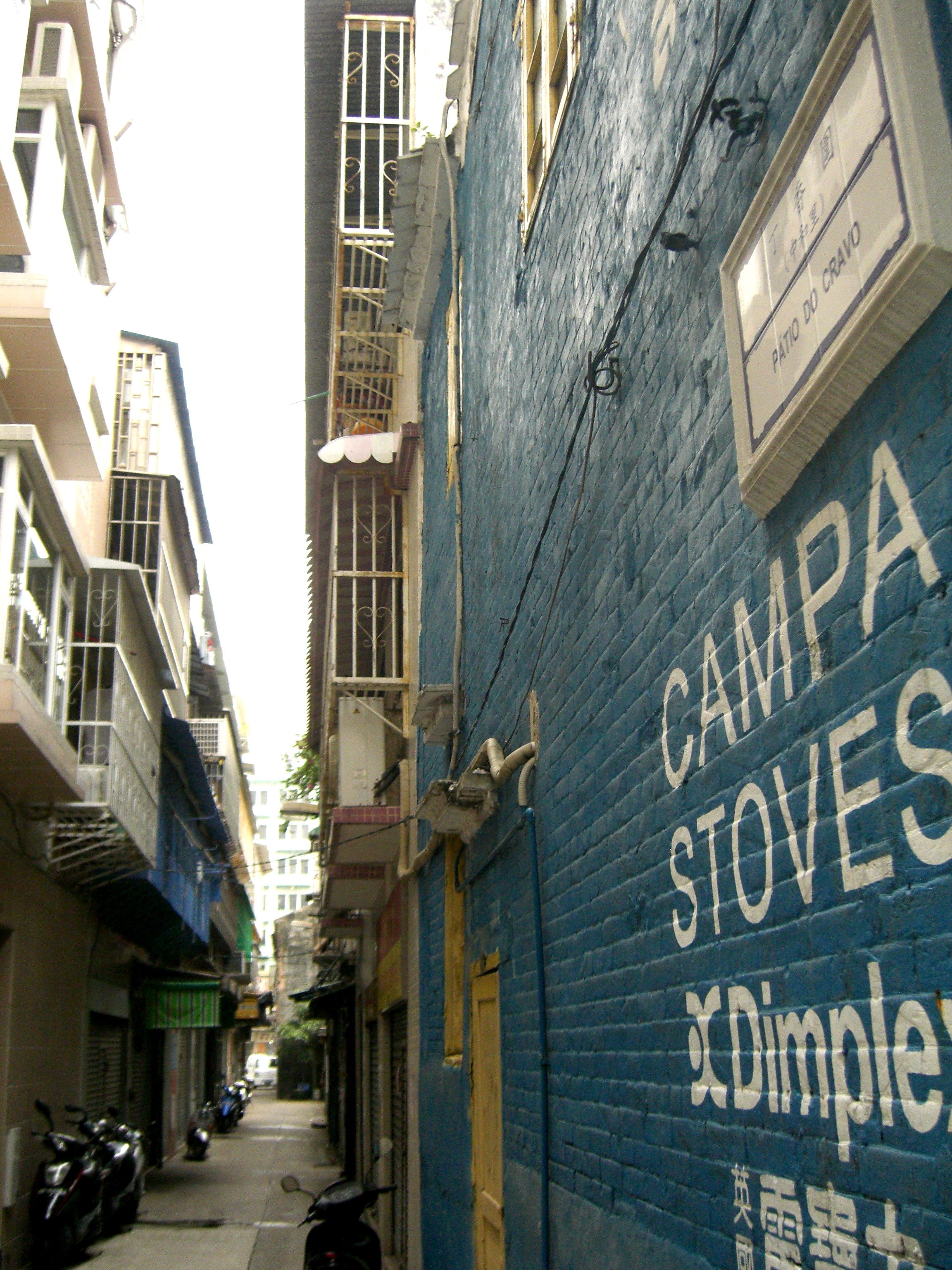
丁香圍，盡頭則是老人圍

### 老人圍
老人圍全長約45米，闊約5米，由寶塔巷起向東南端連接丁香圍，街道名稱最早見於1905年由澳門市政廳出版的《澳門市街道名冊》中；而按照1993年版《澳門市街道及其它地方名冊》記載，這條街道在1993年時是掘頭路（與丁香圍不相通），但現已被打通。

### 丁香圍（中和里）
丁香圍（又名：中和里）在木橋街以西南，由庇山耶街起向西北連接老人圍；長約57米，闊約3米。街道名稱最早見於1905年由澳門市政廳出版的《澳門市街道名冊》中；而按照1993年版《澳門市街道及其它地方名冊》記載，這條街道在1993年時是掘頭路（與老人圍不相通），後來被打通，與老人圍組成了往來庇山耶街和木橋橫街的通道。

### 新埗頭街

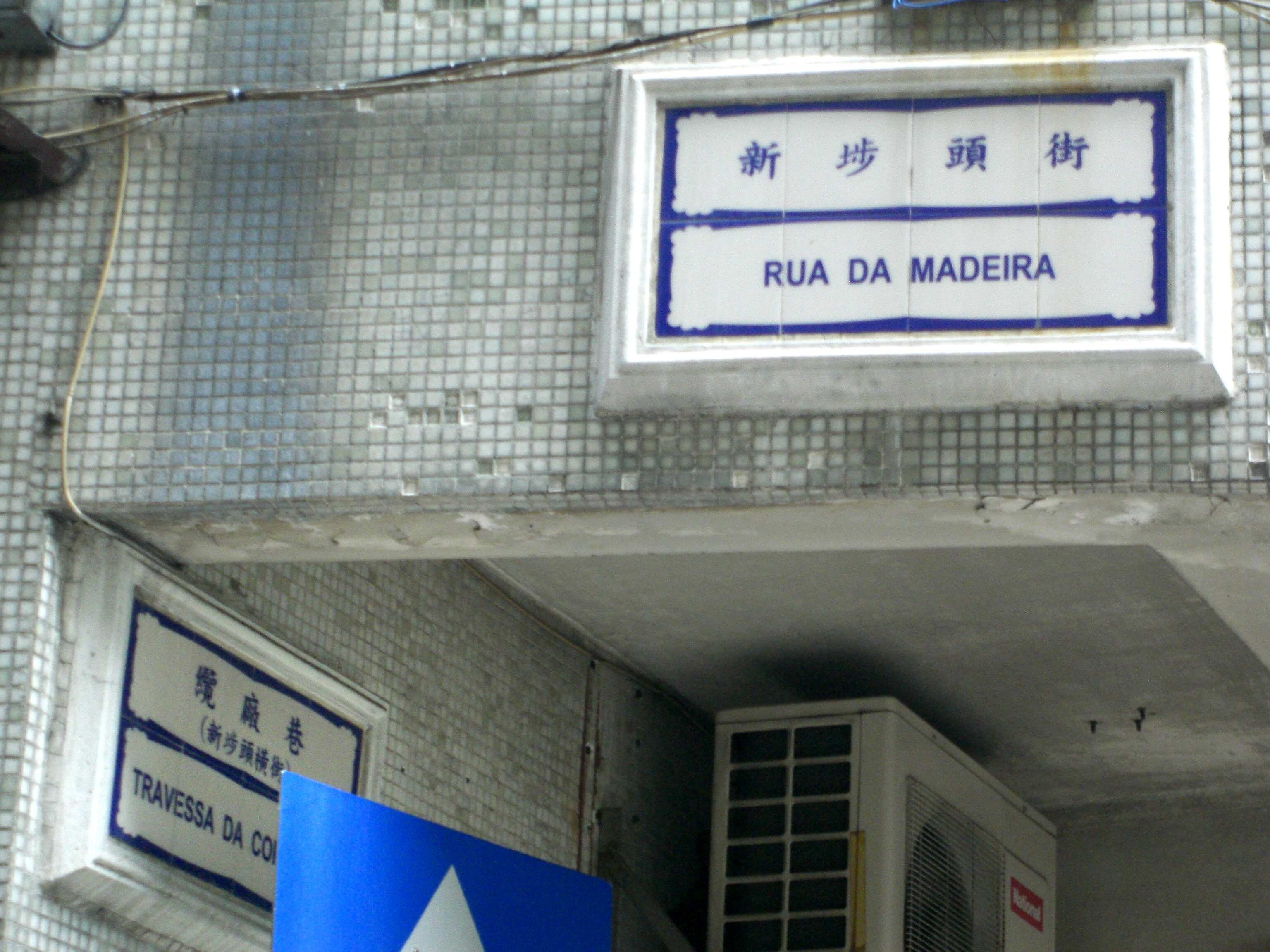
新埗頭街(前)與纜廠巷(側)

新埗頭街在丁香圍西南面；長約193米，闊約5米；它的西北端在海邊新街連接貢士旦甸奴街，沿途相交十月初五日街、木橋橫街、纜廠巷，東南端在庇山耶街連接鍾家里。街道命名於1869年7月26日，蓋因爐石塘被填塞後在填地上興建的新埠頭而得名。

### 纜廠巷（新埗頭橫街）
纜廠巷（又名：新埗頭橫街）與新埗頭街垂直，東北端在新埗頭街近木橋橫街交界，沿途與打纜圍相交，西南端在新馬路。全長約55米，闊約5米；與新埗頭街同日命名。

### 打纜圍
打纜圍的西北端在纜廠巷中段，向東南伸展至亞美打利庇盧里，長約65米，闊約2米。街道名稱最早見於1905年由澳門市政廳出版的《澳門市街道名冊》中。

### 十月初五日街（泗街）

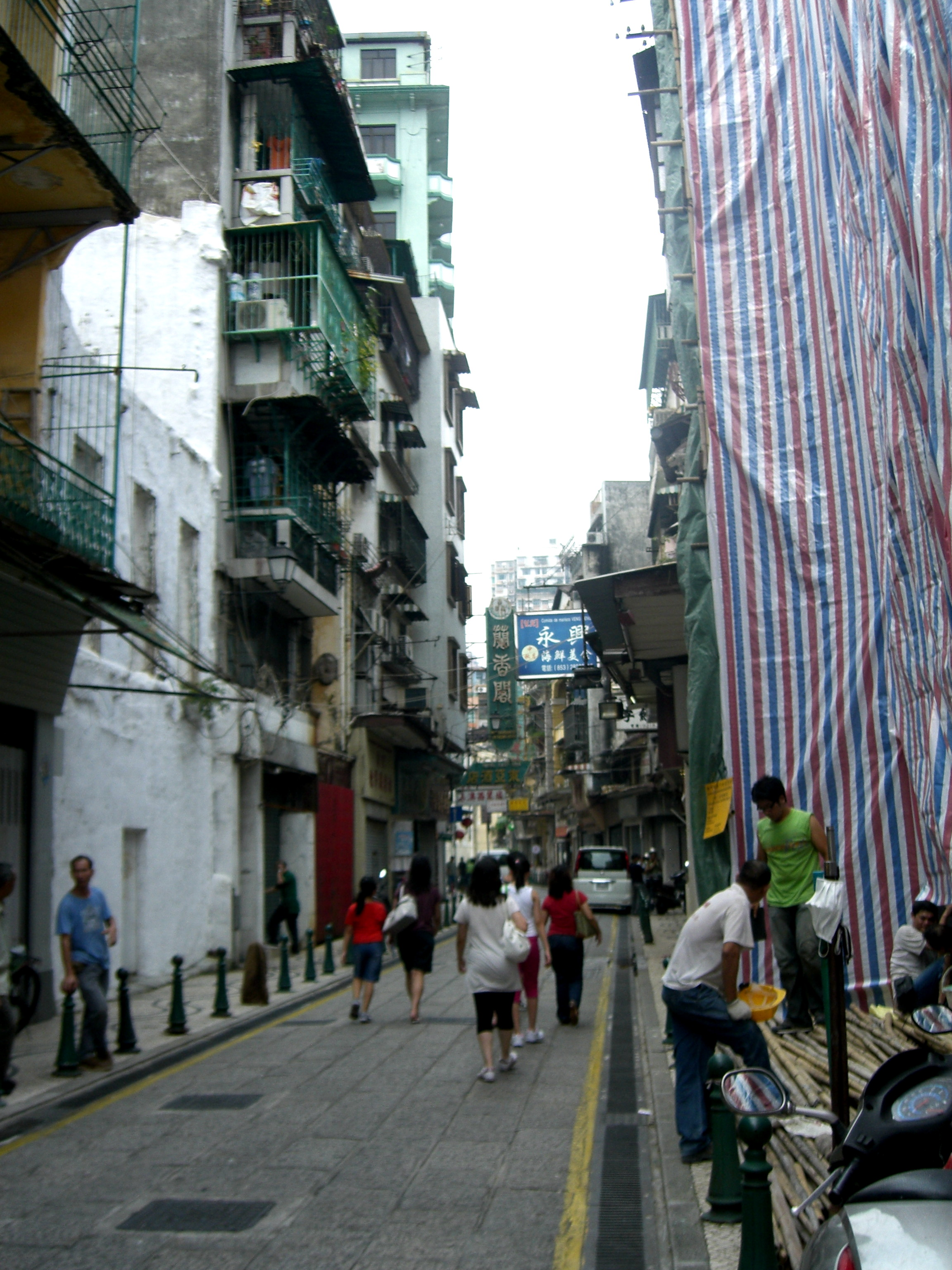
十月初五日街

十月初五日街（又名：泗街）全長約625米，闊約8米，北端在沙梨頭海邊街與巴素打爾古街等交界，沿途與沙欄仔街、康公廟前地、木橋街、新埗頭街、新馬路等相交，南至十月初五日巷近火船頭街。1910年10月5日葡萄牙發生革命起義後，翌年8月5日這條街被命為今名。該街對於爐石塘區部份的界線並不清晰，一般約由康公廟前地至新馬路之間的一段屬於爐石塘區範圍；該部份與庇山耶街平行。

### 海邊新街
海邊新街全長約370米，闊約7米；它的北端在水雞巷與巴素打爾古街交界處起，沿途呈月弧形與沙欄仔街、卑度路街、康公廟前地、木橋街、新埗頭街、新馬路等相交，南端至火船頭街止。街道命名於1869年7月26日。此街大約由康公廟前地至新馬路的一段屬於爐石塘區範圍，不過此範圍兩端的實際界線則模糊。該部份與十月初五日街平行。

### 通商新街（新填地）

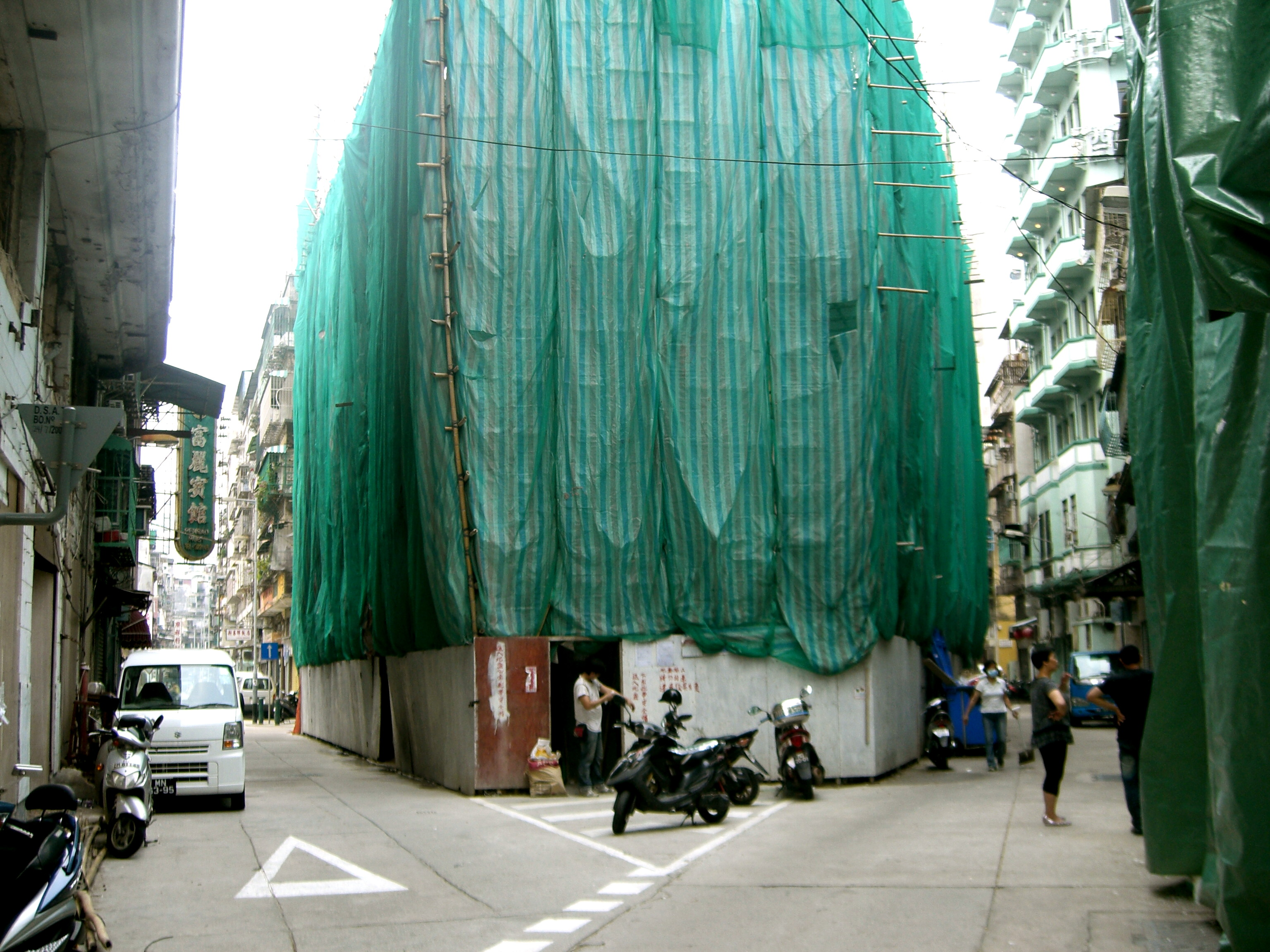
通商新街(左)與海邊新街(右)

通商新街（又名：新填地）的起點和終點均在海邊新街：北端在海邊新街與卑度路街交界處起，向南伸展橫跨非利喇街、燕主教街、美基街、貢士旦甸奴街，至海邊新街近新馬路交界處止。街道全長約230米，闊約7米；與貢士旦甸奴街同日命名。此街由美基街向南逐漸進入爐石塘區範圍。

### 貢士旦甸奴街
貢士旦甸奴街的西北端在巴素打爾古街，向東南伸展橫跨通商新街，至海邊新街止並連接新埗頭街；長約55米，闊約6米。街道命名於1882年11月18日。
街道名稱取自澳葡官員貢士旦甸奴·比圖（Constantino Brito）之名，他在1881年時曾出任工務司長。

### 巴素打爾古街

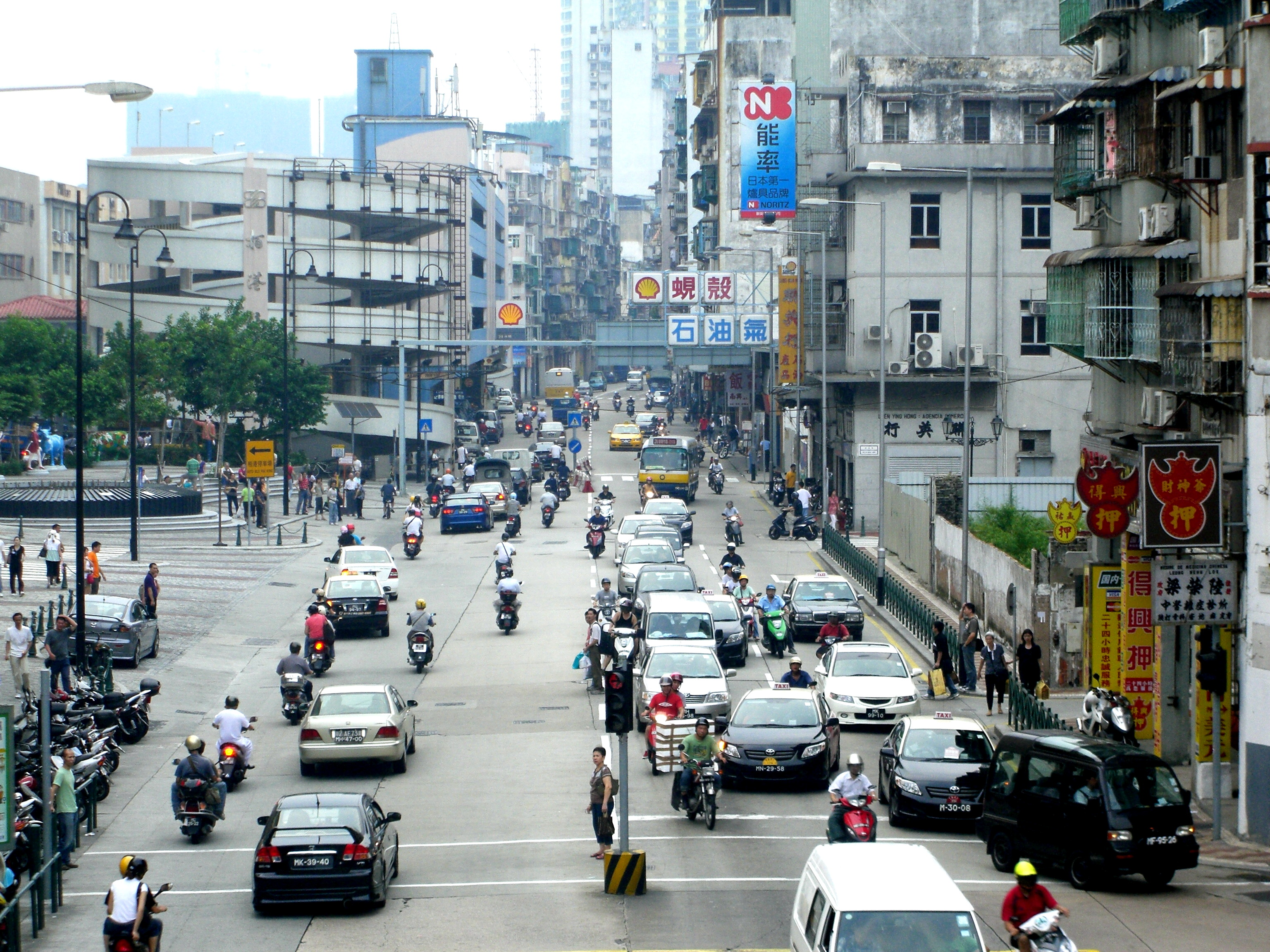
巴素打爾古街

位於爐石塘區東北邊的巴素打爾古街，它的南端在新馬路連接火船頭街，沿途與貢士旦甸奴街、爹美刁施拿地大馬路、美基街、沙欄仔街等相交，北端在十月初五日街連接沙梨頭海邊街。總長約400米，闊約15米，街道命名於1882年11月18日。該街大概由新馬路至美基街、靠東邊的一段屬於爐石塘區範圍，不過實際界線並不清晰。
「巴素打爾古」所指的是第90任澳門總督施理華（Carlos Eugenio Correia da Silva, visconde Paço de Arcos），他於1876年除夕上任澳督，1879年11月卸任。

### 亞美打利庇盧大馬路（新馬路）

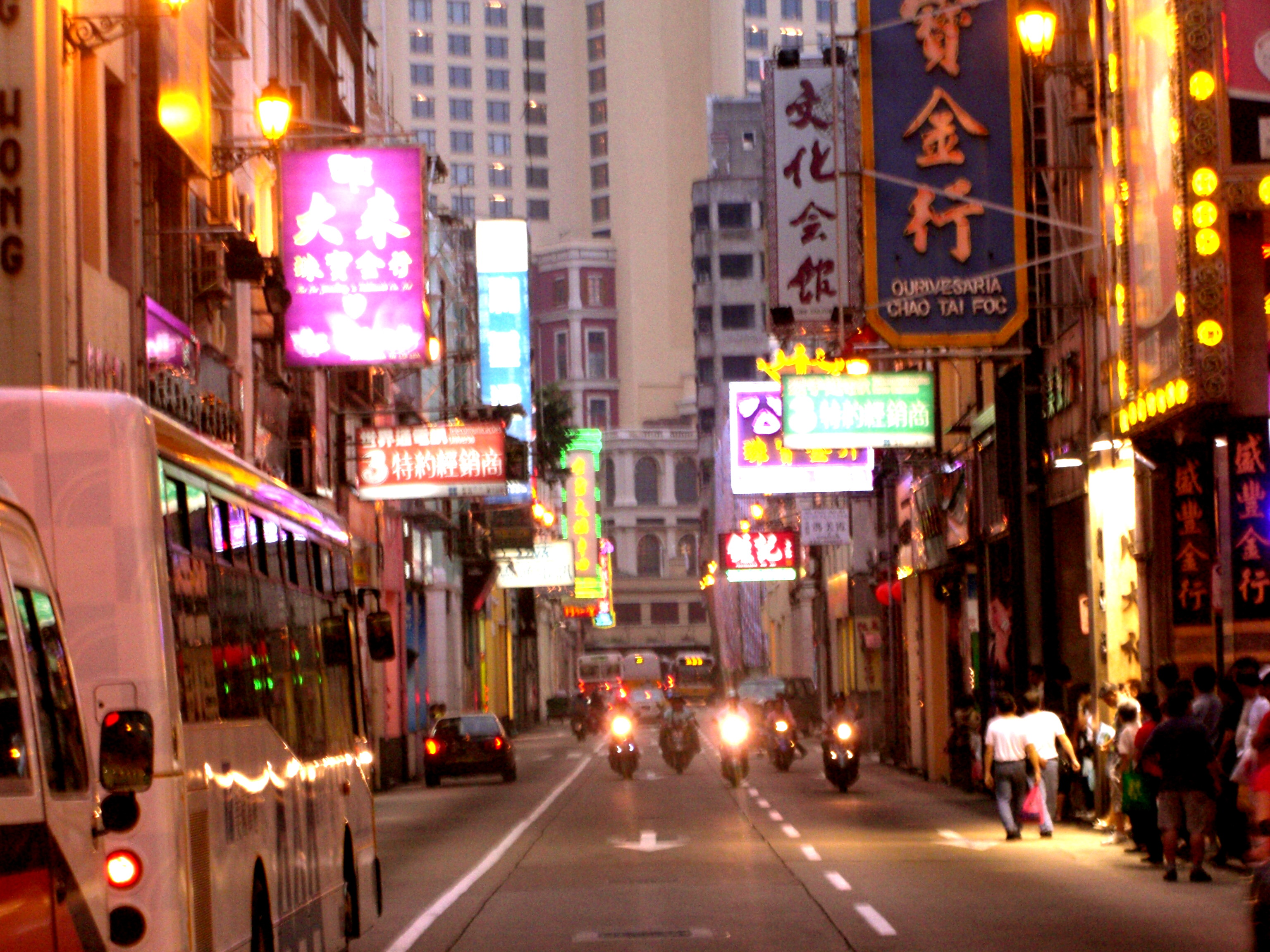
亞美打利庇盧大馬路
（賦梅里和桔仔街舊址一段）

亞美打利庇盧大馬路（又名：新馬路）地處爐石塘區西南邊，與新埗頭街平行；全長約620米，闊約10米；它的東南端在南灣大馬路連接殷皇子大馬路，向西北伸展與議事亭前地、營地大街、平線巷、庇山耶街、十月初五日街、海邊新街等相交，至火船頭街與巴素打爾古街交界處止。街道於1918年開通，而名稱則最早見於1925年由澳門市政廳出版的《澳門街名壹覽表》中。其中由平線巷至巴素打爾古街的一段約莫屬於爐石塘區範圍，此範圍兩端界線均不清晰。該街由平線巷至庇山耶街一段，大略有一部份是原已取消的賦梅里；而庇山耶街至海邊新街的一段則原屬於桔仔街。

街道名稱是以葡萄牙官員阿图尔·德·阿尔梅达·里贝罗（葡萄牙語：Artur Rodrigues de Almeida Ribeiro）命名，他生於1865年，曾任葡萄牙最高法院法官。

### 亞美打利庇盧里（亞美打利庇盧圍）
亞美打利庇盧里（又名：亞美打利庇盧圍）長約20米，闊約7米；由亞美打利庇盧大馬路起向東北連接打纜圍。街道名稱最早見於1925年由澳門市政廳出版的《澳門街名壹覽表》中。

### 爐石塘巷

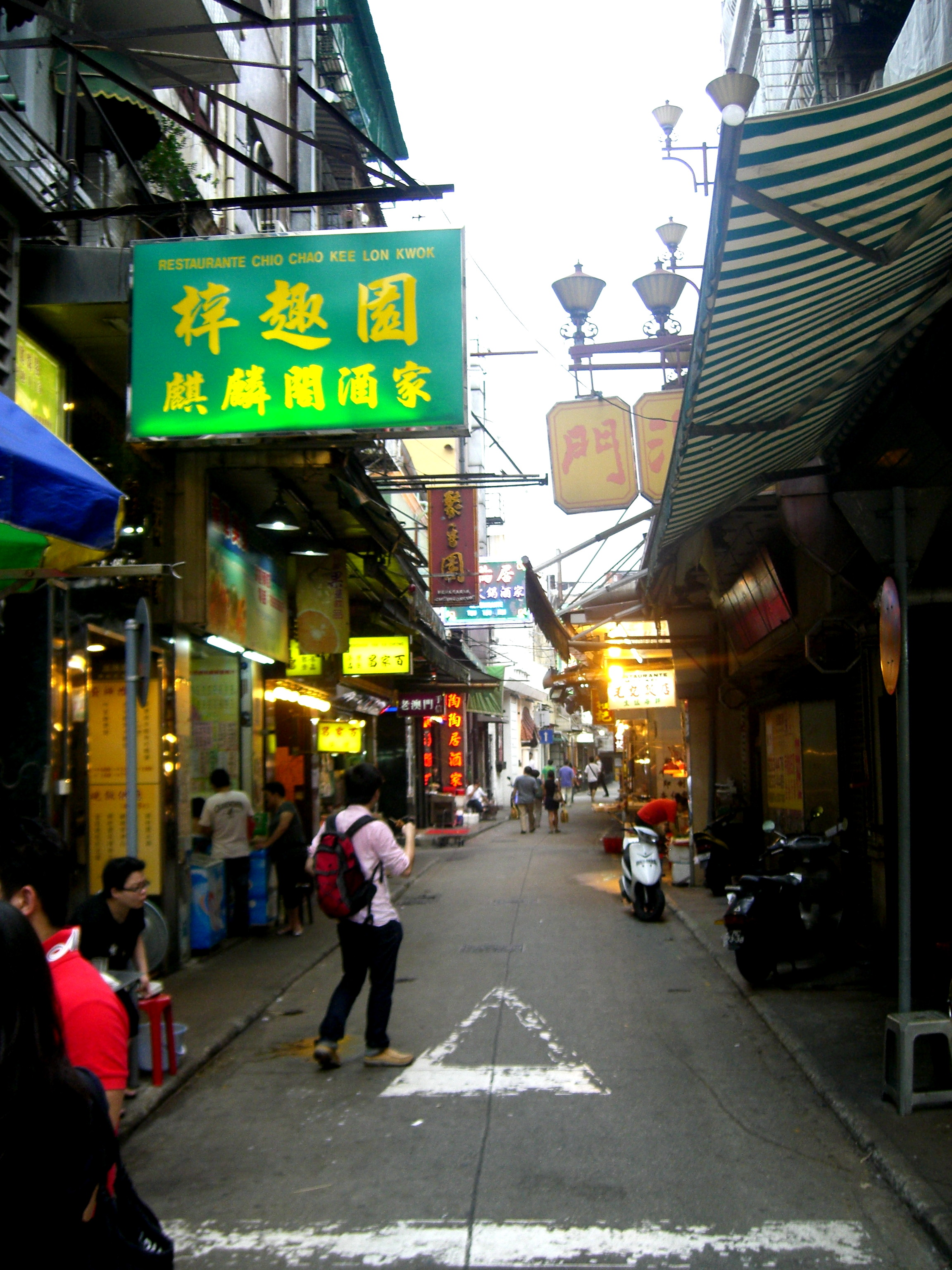
爐石塘巷

爐石塘巷在爐石塘區南部，西南端在福隆新街連接福隆新巷，橫跨柴船尾街，東北端在新馬路連接庇山耶街；全長約60米，闊約6米；街道名稱最早見於1905年由澳門市政廳出版的《澳門市街道名冊》中。該街由柴船尾街開始向東北逐漸進入爐石塘區。現在爐石塘巷的店鋪均以飲食業為主。

## 區內地點

### 上架行會館

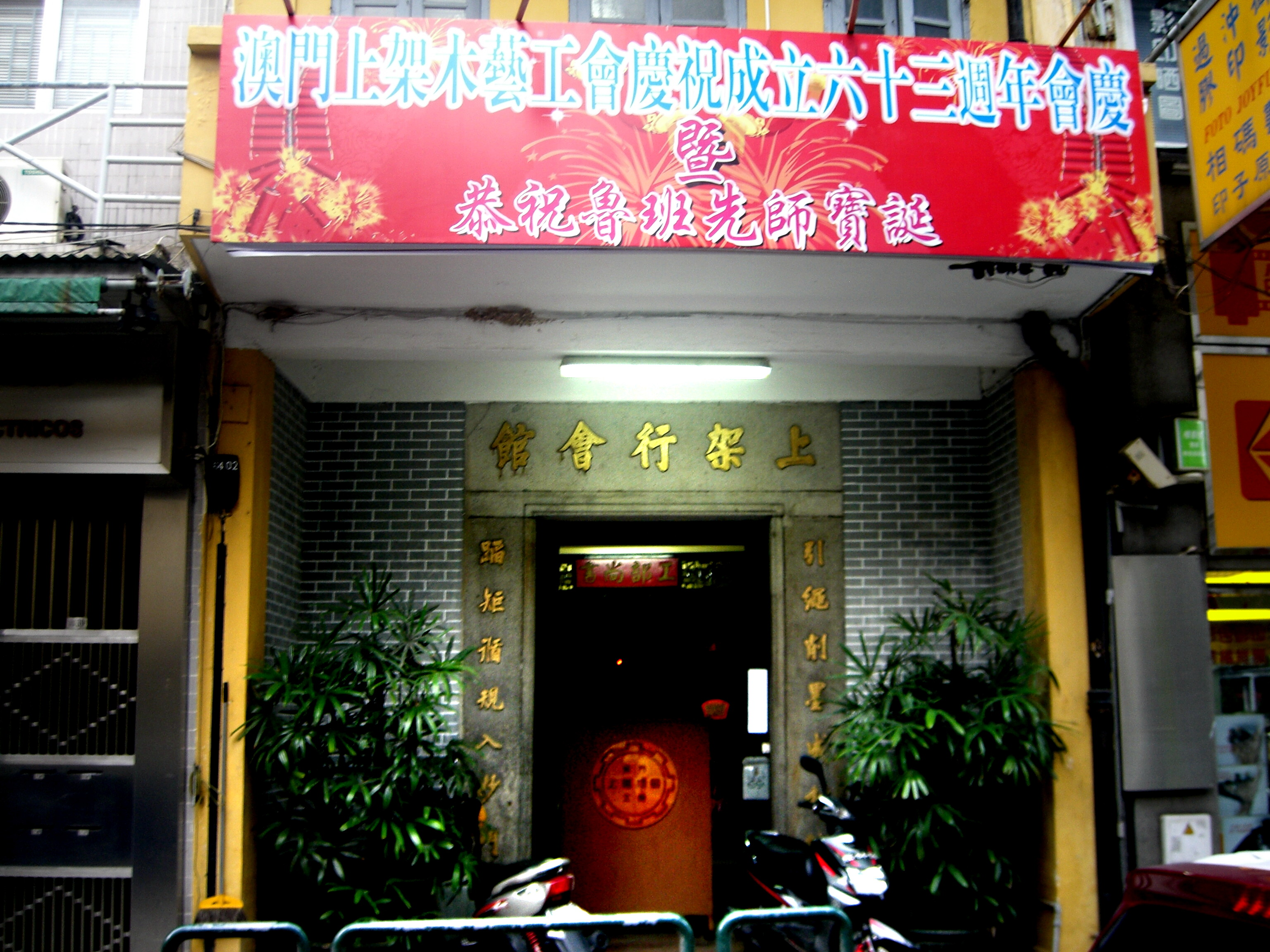
上架行會館

上架行會館位於庇山耶街39號至41號之間，為一座兩層高的青磚屋，原是富商梁北塘的物業。清道光二十年（1840年），梁氏把這座物業捐出作為上架行會館館址，而這也是澳門最先建立的工會會址。咸豐五年（1855年）時曾被大火焚燬，翌年由工友斥資重建成現時的規模。會館前堂設有魯班師傅殿，供奉魯班先師。

「上架行」原是木藝行、搭棚行、打石行這三個行業的總稱，故曾又稱為「三行」。不過因為後來越少人從事打石行，故加入油漆行於上架行中。後來由於各工種均各自成立工會，故在1946年改立為上架木藝業聯合公會，1950年改名為上架木藝工會；「上架行」現在則專指木藝工會。

### 澳門同善堂

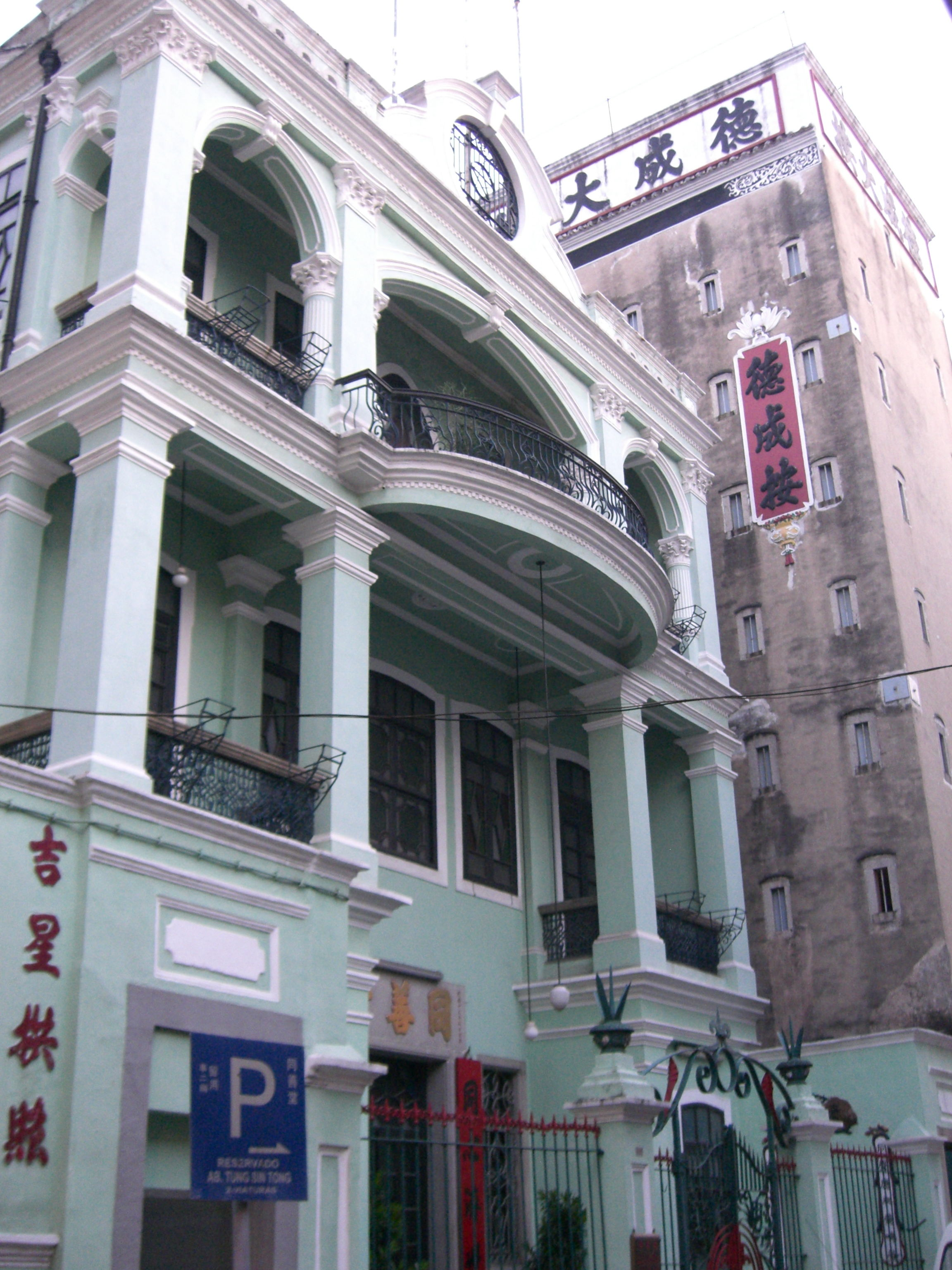
同善堂(前)與德成按(後)

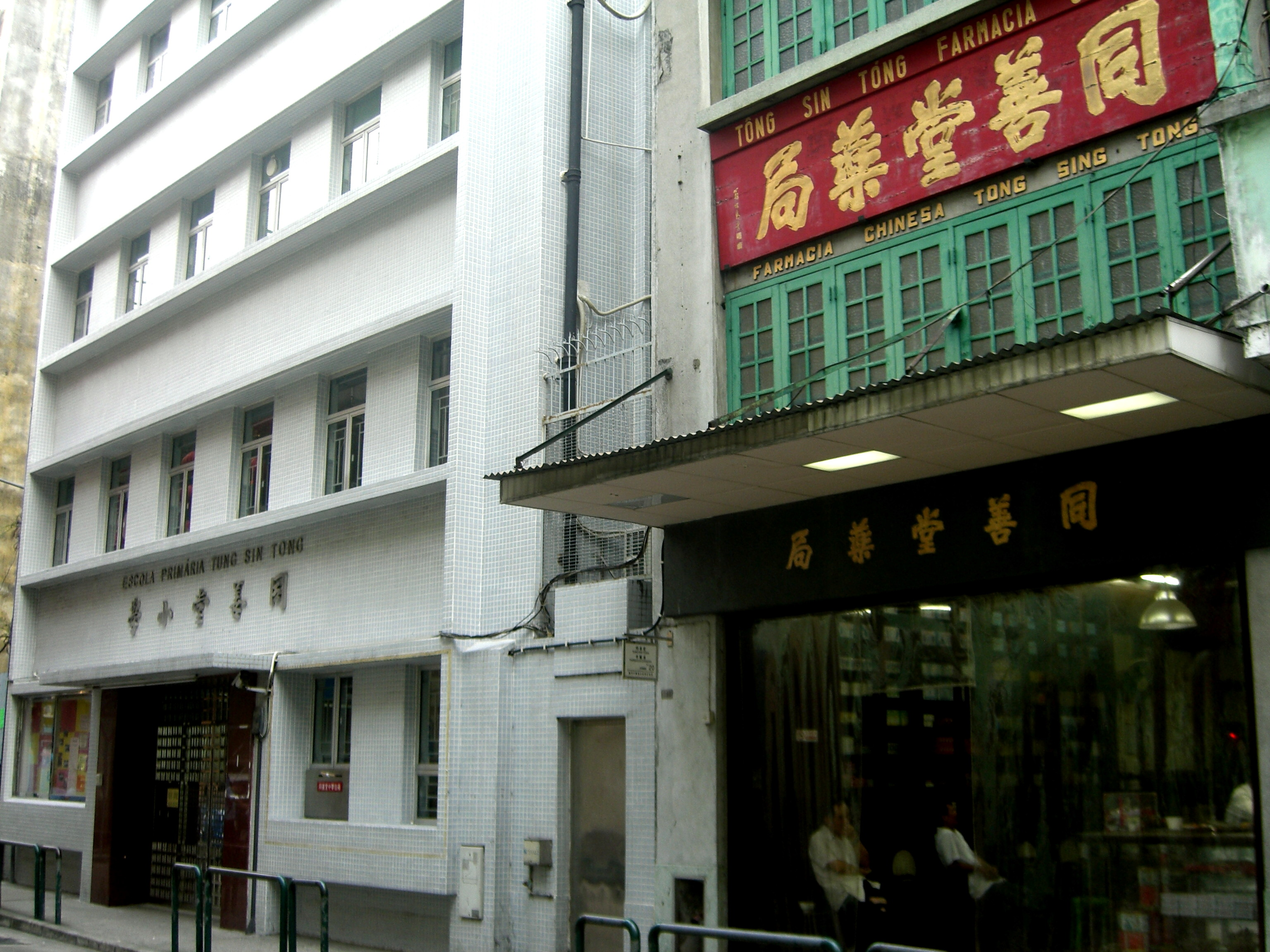
同善堂小學及藥局

澳門同善堂是一家民間慈善機構，致力於澳門內不同的慈善公益事務，提供的服務包括有贈醫、施藥、派米等。於1892年創辦時堂址設在議事亭前地，後來輾轉於1924年遷到當時的爐石塘街即今庇山耶街55號現址。現堂址則用作診所，提供各種免費中西醫療服務。在診所對面則有其轄下的藥局和學校。

### 同善堂藥局
在同善堂診所對面的同善堂藥局，是於1941年由時任同善堂主席高可寧所發起，樓高三層的現址也是由高可寧的捐贈。藥局最初以施藥配劑為主，後來兼營門市售賣中藥，收益則撥捐同善堂作經費和慈善用途。藥局曾於1997年發生大火，後來於翌年重修完成並恢復營業至今。

### 同善堂學校
同善堂學校前身是於1924年開辦的「同善堂義學」，1968年改為現名並在同善堂藥局旁邊建立校舍，在澳門政府推行免費教育前已不向學生收取學費。此校最初只有小學部，後來增辦幼稚園，並分別於1987年和1991年增設成人教育部和中學部，幼稚園後來則遷往新口岸新填海區。現該校的小學部設在庇山耶街，而中學部則設在打纜圍。

### 其他
- 典當業展示館：位於新馬路與庇山耶街交界處東側，前身是建於1917年的德成按，2003年改建為展示館。[參⁠ 46]
- 國際酒店：位於新馬路與巴素打爾古街交界處東側，1941年開幕時曾是澳門最高的酒店，2000年結業後一直被空置。[參⁠ 47][參⁠ 48]

## 備註
1. ↑  葡文名稱意謂「船桅灣」。
2. ↑  官方從未對此一帶街區正式命名，「爐石塘街區」僅由歷史學者定出，其葡文名稱僅照中文字面翻譯。
3. ↑  葡文名稱意謂「船桅街」。
4. ↑  葡文名稱意謂「茶里」。
5. ↑  葡文名稱意謂「裁縫巷」。
6. ↑  葡文名稱意謂「眾里巷」。
7. ↑  葡文名稱意謂「盒子里」。
8. ↑  葡文名稱意謂「門巷」。
9. ↑  葡文名稱意謂「主人圍」。
10. ↑  在古葡萄牙語中可解作翹鼻麻鴨。
11. ↑  葡文名稱意謂「寶塔街」。
12. ↑  葡文名稱意謂「鎖匠圍」。
13. ↑  葡文名稱意謂「木材街」。
14. ↑  「埗」為「埠」的異體字。
15. ↑  是指第84任澳督基瑪良士，上任於1851年11月19日，至1863年卸任。[參⁠ 31]
16. ↑  葡文名稱意謂「船桅巷」。
17. ↑   註:

- 上文提及的有關街道的長度與寬度如無特別註明均透過澳門地圖繪製暨地籍局發行的軟件──澳門地圖通的量度功能得出。